# Liste des genres de Chrysomelidae
Voici la liste des genres de la famille des Chrysomelidae.
Selon GBIF (18 juin 2021) :
- Abdullahius Abdullah & Qureshi, 1968
- Abiromorphus Pic, 1924
- Abirus Chapuis, 1874
- Abrarius Fairmaire, 1902
- Abutiloneus Bridwell, 1946
- Acallepitrix J.Bechyné, 1956
- Acalymma Barber, 1947
- Acanthixus Lefèvre, 1876
- Acanthobruchidius Borowiec, 1980
- Acanthobruchus Yus Ramos, 1978
- Acanthodes Baly, 1864
- Acanthonycha Jacoby, 1884
- Acanthoscelides Schilsky, 1905
- Acassidites Haupt, 1950
- Acentroptera Baly, 1858
- Acentroptera Guérin-Méneville, 1844
- Achenops Suffrian, 1857
- Acis Dejean, 1835
- Acmenychus Weise, 1905
- Acolaspoides Moseyko, Kirejtshuk & Nel, 2010
- Acolastus Gerstaecker, 1855
- Acritispa Uhmann, 1940
- Acrocassis Spaeth, 1922
- Acrocrypta Baly, 1862
- Acrocyum Jacoby, 1885
- Acromis Chevrolat, 1836
- Acronymolpus Samuelson, 2015
- Acrothinium Marshall, 1864
- Acroxena Baly, 1879
- Adalurnus Maulik, 1936
- Adamastoraltica Biondi, Iannella & D'Alessandro, 2020
- Adiscus Gistl, 1857
- Adorea Lefèvre, 1877
- Adoxia Broun, 1880
- Adoxinia Reitter, 1889
- Aedmon Clark, 1860
- Aelianus Jacoby, 1893
- Aemnestus Jacoby, 1908
- Aemulaphthona Scherer, 1969
- Aesernoides Jacoby, 1885
- Aetheanta Medvedev, 1988
- Aetheomorpha Lacordaire, 1848
- Aethioclytra Medvedev, 1993
- Aethiopocassis Spaeth, 1922
- Afroaltica Biondi & D'Alessandro, 2007
- Afroalytus Scherer, 1961
- Afrocandezea Wagner & Scherz, 2002
- Afrocrania Hincks, 1949
- Afrocrepis Bechyné, 1954
- Afroeurydemus Selman, 1965
- Afromaculepta Hasenkamp & Wagner, 2000
- Afromegalepta Schmitz & Wagner, 2001
- Afronaumannia Steiner & Wagner, 2005
- Afropachylepta Esch & Wagner, 2009
- Afrophthalma Medvedev, 1978
- Afroredon Decelle, 1965
- Afrorestia Bechyné, 1959
- Afrorudolphia Bolz & Wagner, 2014
- Afrosoma Wilcox, 1973
- Afrotizea Stapel & Wagner, 2001
- Agasicles Jacoby, 1904
- Agasta Hope, 1840
- Agathispa Weise, 1905
- Agbalus Chapuis, 1874
- Agelacida Jacoby, 1898
- Agelasa Motschoulsky, 1861
- Agelastica Chevrolat, 1836
- Agelastica Dejean, 1836
- Agelastica Redtenbacher, 1845
- Agelopsis Jacoby, 1896
- Ageniosa Weise, 1908
- Agenysa Spaeth, 1905
- Agetinella Jacoby, 1908
- Agetinus Lefèvre, 1885
- Agetocera Hope, 1840
- Agoniella Weise, 1911
- Agonita Strand, 1942
- Agrianes Chapuis, 1874
- Agroiconota Spaeth, 1913
- Agrosteella Medvedev, 1987
- Agrosteomela Gistl, 1857
- Agrosterna Harold, 1875
- Aidoia Spaeth, 1952
- Aindezea
- Ajubus Aslam, 1968
- Alagoasa Bechyné, 1955
- Alasia Furth & Zhaurova, 2010
- Alema Sharp, 1876
- Alethaxius Lefèvre, 1885
- Alfius Reid, 2006
- Algarobius Bridwell, 1946
- Algoala Jacoby, 1904
- Alittus Chapuis, 1874
- Allastena Broun, 1893
- Allocharis Sharp, 1882
- Allochroma Clark, 1860
- Allocolaspis Bechyné, 1950
- Allsortsia Reid & Beatson, 2010
- Alocypha Weise, 1911
- Alopena Baly, 1864
- Aloria Bryant, 1939
- Alphidia Clark, 1865
- Althaeus Bridwell, 1946
- Altica Geoffroy, 1762
- Altica Müller, 1764
- Alticini Newman, 1834
- Alurnus Fabricius, 1775
- Alwiunia Bechyné, 1953
- Alytus Jacoby, 1887
- Amandus Jacoby, 1886
- Amblispa Baly, 1858
- Amblycerus Thunberg, 1815
- Amblynetes Weise, 1904
- Ambodiriana Bechyné, 1953
- Ambohitsitondrona Bechyné, 1964
- Ambraaltica Konstantinov & Bukejs, 2013
- Ambrostoma Motschoulsky, 1845
- Ambrotodes Suffrian, 1866
- Ambylcerus Thunberg, 1815
- Ametalla Hope, 1840
- Amlycerus
- Amphelasma Barber, 1947
- Amphimela Chapuis, 1875
- Amphimeloides Jacoby, 1887
- Amythra Spaeth, 1913
- Anacassis Spaeth, 1913
- Anachalcoplacis Bechyné, 1983
- Anadimonia Ogloblin, 1936
- Analema Samuelson, 1973
- Anatela Silfverberg, 1982
- Anaxerata Fairmaire, 1902
- Anchieta Bechyne, 1954
- Andersonaltica Linzmeier & Konstantinov, 2012
- Andersonoplatus
- Andevocassis Spaeth, 1924
- Andiroba Bechyné & Springlová de Bechyné, 1965
- Andosia Weise, 1896
- Andrahomana Bechyné, 1956
- Androlyperus Crotch, 1873
- Androya Spaeth, 1911
- Androyinus Bechyné, 1964
- Anelytropleurica Bechyné & Springlová de Bechyné, 1964
- Anepsiomorpha Spaeth, 1913
- Anerapa Scherer, 1962
- Angoleumolpus Pic, 1938
- Angulaphthona Bechyné, 1960
- Anidania Reitter, 1889
- Anisobrotica Bechyné & de Bechyné, 1969
- Anisochalepus Uhmann, 1940
- Anisodera Chevrolat, 1836
- Anisostena Weise, 1910
- Anoides Weise, 1913
- Anomalonyx Weise, 1903
- Anomoea Agassiz, 1847
- Anoplites Kirby
- Antanemora Bechyné, 1964
- Anthiphula Jacoby, 1892
- Anthobiodes Weise, 1887
- Antipus de Geer, 1778
- Antitypona Weise, 1921
- Antongilitis Achard, 1916
- Antsianaka Duvivier, 1891
- Anwarullahia Abdullah & Qureshi, 1969
- Aoria Baly, 1863
- Aoriopsis Moseyko, Kirejtshuk & Nel, 2010
- Apalotrius Clark, 1860
- Aphanocera Jacoby, 1884
- Aphilenia Weise, 1889
- Aphilon Sharp, 1876
- Aphthona Chevrolat, 1836
- Aphthona Foudras, 1860
- Aphthonaltica Heikertinger, 1924
- Aphthonella Jacoby, 1889
- Aphthonoides Jacoby, 1885
- Aphthonomorpha Chen, 1934
- Apleuraltica Bechyné, 1956
- Aplosonyx Chevrolat, 1842
- Apolepis Baly, 1863
- Apophylia Thomson, 1858
- Aporacera
- Aporocassida Spaeth, 1952
- Aporocera Saunders, 1842
- Apraea Baly, 1877
- Aproida Pascoe, 1863
- Apteraltica Medvedev, 2004
- Apteraulamorphus Beenen, 2010
- Apterodina Bechyné, 1954
- Apterogaleruca Chûjô, 1962
- Apteromicrus Chen & Jiang, 1981
- Apteropeda Chevrolat, 1837
- Apteropeda Stephens, 1839
- Araguaenia Bechyne, 1968
- Araoua Bechyné, 1955
- Aratea Lacordaire, 1848
- Araucanomela Bechyné & Springlova de Bechyné, 1973
- Arcastes Baly, 1865
- Archealtica Nadein, 2015
- Archelamprosomius Bukejs & Nadein, 2015
- Archilactica Bechyné & Springlova de Bechyné, 1976
- Arescus Perty, 1832
- Argoa Lefèvre, 1885
- Argopistes Motschulsky, 1860
- Argopus Fischer von Waldheim, 1824
- Arima Chapuis, 1875
- Arimetus Jacoby, 1903
- Arispoda
- Aristobrotica Bechyné, 1956
- Aristonoda Bechyné, 1953
- Arnobiopsis Jacoby, 1896
- Arnomus Sharp, 1876
- Arrhenocoela Foudras, 1861
- Arsipoda Erichson, 1842
- Arsoa Fairmaire, 1901
- Arthrotidea Chen, 1942
- Arthrotus Motschoulsky, 1858
- Asamangulia Maulik, 1915
- Asbecesta Harold, 1877
- Ascuta Medvedev, 1997
- Ascutella Medvedev, 2009
- Ashrafia Abdullah & Qureshi, 1968
- Asialtica Scherer, 1969
- Asiophrida Medvedev, 2000
- Asiorella Medvedev, 1990
- Asisia Bezdek, Löbl & Konstantinov, 2010
- Aslamidium Borowiec, 1984
- Asphaera Duponchel & Chevrolat, 1842
- Asphaerina Bechyné, 1963
- Aspicela Dejean, 1837
- Aspidimorpha Hope, 1840
- Aspidispa Baly, 1869
- Aspidolopha Lacordaire, 1848
- Aspidomorpha Agassiz, 1848
- Astena Baly, 1865
- Asteriza Chevrolat, 1836
- Astridella Laboissière, 1932
- Asutosha Maulik, 1926
- Asutoshana Medvedev, 2011
- Atactolema Heinze, 1927
- Atalasis Lacordaire, 1845
- Atenesus Weise, 1923
- Ateratocerus Blackburn, 1891
- Atomyria Jacobson, 1894
- Atrachya Chevrolat, 1836
- Atrichatus Sharp, 1886
- Atyphus Clark, 1860
- Atysa Baly, 1864
- Aulacia Baly, 1867
- Aulacolepis Baly, 1863
- Aulacomela Doweld, 2014
- Aulacophora Chevrolat, 1836
- Aulacophora Dejean, 1836
- Aulacothoracicus Watts, 2006
- Aulacothorax Boheman, 1858
- Aulamorphoides Laboissière, 1926
- Aulamorphus Jacoby, 1897
- Aulexis Baly, 1863
- Aulonodera Champion, 1918
- Aulostyrax Maulik, 1929
- Auranius Jacoby, 1881
- Australotymnes Flowers, 2009
- Austrochorina Bechyné, 1963
- Austropsecadia Hincks, 1950
- Austrotella Silfverberg, 1975
- Avinasa Maulik, 1936
- Axillofebra Samuelson, 1969
- Ayalaia Bechyné & Bechyné, 1960
- Azerberyxia
- Azlania Mohamedsaid, 1996
- Babia Chevrolat, 1836
- Babia Lacordaire, 1848
- Babiohaltica Bechyné, 1955
- Bacteriaspis Weise, 1905
- Badenis Weise, 1910
- Balimistika Dawood & Takizawa, 2013
- Baliosus Weise, 1905
- Balya Jacoby, 1882
- Balyana Péringuey, 1898
- Bangalaltica Bechyné, 1960
- Bangprella Kimoto, 1989
- Baoshanaltica
- Barybaena Lacordaire, 1848
- Barybaenella Medvedev, 1970
- Barymela Weise, 1910
- Basilepta Baly, 1860
- Basiprionota Chevrolat, 1836
- Basipta Chevrolat, 1849
- Bassareus Haldeman, 1849
- Bastrhembus Bechyne, 1947
- Bathseba Motschoulsky, 1866
- Batophila Foudras, 1860
- Batopila
- Bechuana Scherer, 1970
- Bechyneia Jolivet, 1950
- Bechynella Biondi & D'Alessandro, 2010
- Bedelia Lefèvre, 1875
- Beenenia Bezdek, 2012
- Beiratia Jacoby, 1906
- Belarima Reitter, 1913
- Bellacincta Scherer, 1962
- Bellaltica Reid, 1988
- Beltia Jacoby, 1881
- Benedictus Scherer, 1969
- Benficana Bechyné & Springlová de Bechyné, 1961
- Bequaertinia Laboissière, 1922
- Berliozita Bechyné, 1957
- Bezdekaltica Döberl, 2012
- Bezdekia Warchalowski, 2005
- Bhamoina Bechyné, 1958
- Bhutajana Scherer, 1979
- Bicristispa Staines & Zamorano, 2012
- Bienkowskia Medvedev, 2009
- Bikasha Maulik, 1931
- Bimala Maulik, 1926
- Biodontocnema Biondi, 2000
- Bipleura Laboissière, 1932
- Blakealtica Viswajyothi & Konstantinov, 2020
- Blaptea Weise, 1915
- Blepharella Medvedev, 2000
- Blepharida Chevrolat, 1836
- Blepharida Rogers, 1856
- Blepharidina Bechyne, 1968
- Blepharidina Iannella & Biondi, 2019
- Blepharoides Jacoby, 1893
- Blepharonycha Fall, 1927
- Bohumiljania Monrós, 1958
- Bonaerius Bridwell, 1952
- Bonesia Baly, 1865
- Bonesioides Laboissière, 1926
- Bonfilsus Scherer, 1967
- Borbaita Bechyné, 1958
- Borinken
- Borneocycla Medvedev, 2007
- Borneola Mohamedsaid, 1998
- Borneotheopea Lee & Bezdek, 2020
- Borowiecius Anton, 1994
- Botanochara Dejean, 1836
- Bothrispa Uhmann, 1940
- Botryonopa Blanchard, 1845
- Botryonopa Guérin-Méneville, 1840
- Brachycoryna Guérin-Méneville, 1844
- Brachymolpus Fairmaire, 1903
- Brachyphora Jacoby, 1890
- Brachypnoea Gistel, 1850
- Brachypterodina Flowers, 2004
- Brachyruca Fairmaire, 1898
- Brachyscelis Germar, 1834
- Bradamina Fairmaire, 1904
- Bradycassis Spaeth, 1952
- Brancucciella Medvedev, 1995
- Brasilaphthona Bechyné, 1956
- Brevicolaspis Laporte, 1833
- Brinckaltica Bechyné, 1959
- Bromiodes Jacoby, 1895
- Bromius Chevrolat, 1836
- Bromius Redtenbacher, 1845
- Brontispa Sharp, 1904
- Bruchia Weise, 1906
- Bruchidius Schilsky, 1905
- Bruchinus Schilsky, 1905
- Bruchoides Yus Ramos, 1978
- Bruchus Linnaeus, 1767
- Bruchus Müller, 1764
- Brucita Wilcox, 1965
- Bryantia Medvedev, 2005
- Bryantiella Medvedev, 2009
- Bryobates Broun, 1886
- Bubiscus Savini, Furth & Joly, 2009
- Buburra
- Bucharis Baly, 1865
- Buckibrotica Bechyné & de Bechyné, 1969
- Bulolispa Gressitt & Samuelson, 1990
- Buphonella Jacoby, 1903
- Buphonida Baly, 1865
- Burgeonia Medvedev, 1993
- Burmaltica Scherer, 1969
- Burumoseria Csiki, 1939
- Butiobruchus Prevett, 1966
- Byblitea Baly, 1864
- Caccomolphus Sharp, 1886
- Caccomolpus Sharp, 1886
- Cachiporra Chamorro & Konstantinov, 2011
- Cacoscelis Chevrolat, 1836
- Cadiz Andrews & Gilbert, 1992
- Cadmus Erichson, 1842
- Caeporis Chevrolat, 1837
- Calaina Schaufuss, 1887
- Calamispa Gressitt, 1957
- Calasposoma
- Caledonispa Uhmann, 1952
- Calipeges Clark, 1860
- Callangaltica Bechyné, 1958
- Callanispa Uhmann, 1959
- Calliaspis Dejean, 1836
- Callidemum Blanchard, 1853
- Calligrapha Chevrolat, 1836
- Calligrapha Erichson, 1847
- Calliope Weise, 1882
- Calliphron Jacoby, 1891
- Callipta Lefèvre, 1885
- Callisina Baly, 1860
- Callispa Baly, 1858
- Callistaspis Haupt, 1950
- Callistola Dejean, 1836
- Callistola Guérin-Ménéville, 1840
- Callohispa Uhmann, 1960
- Callosobruchus Pic, 1902
- Callososbruchus Pic, 1902
- Calomela Hope, 1840
- Calomicrella Medvedev & Bezdek, 2002
- Calomicroides Nadein, 2015
- Calomicrus Dillwyn, 1829
- Calomicrus Stephens, 1831
- Caloscelis Clark, 1865
- Calyptocephala Chevrolat, 1836
- Candezea Chapuis, 1879
- Candezeososia Laboissière, 1932
- Candezoides Duvivier, 1891
- Cangshanaltica Konstantinov, Chamorro, G.e.Prathapan & Yang, 2013
- Canistra Erichson, 1847
- Cannonia Hincks, 1949
- Canobolas Reid, Jurado-Rivera & Beatson, 2009
- Capelocassis Spaeth, 1952
- Capoclytra Medvedev, 1993
- Capraita J.Bechyné, 1957
- Capula Jacobson, 1925
- Caraguata Bechyné, 1954
- Carcinobaena Lacordaire, 1848
- Cardax Weise, 1893
- Carecuruna Bechyné & Springlová de Bechyné, 1965
- Carinispa Uhmann, 1930
- Carlobruchia Spaeth, 1911
- Carminaltica Bechyné & Springlová de Bechyné, 1961
- Carpophagus MacLeay, 1826
- Caryedes Hummel, 1827
- Caryedon Schoenherr, 1823
- Caryoborus Schönherr, 1833
- Caryobruchus Bridwell, 1929
- Caryonoda Bechyné, 1951
- Caryopemon Jekel, 1855
- Caryotrypes Decelle, 1968
- Caryotypes Decelle, 1968
- Casmena Chapuis, 1874
- Caspiana Lopatin, 1978
- Cassena Weise, 1893
- Cassenoides Kimoto, 1989
- Cassida Linnaeus, 1758
- Cassidini Gyllenhal, 1813
- Cassidinoma Hincks, 1950
- Cassidispa Gestro, 1899
- Cassidopsis Fairmaire, 1899
- Caudatomolpus Bechyné, 1953
- Cayetunya Bechyné, 1958
- Cazeresia Jolivet, Verma & Mille, 2005
- Cecchiniola Jacobson, 1908
- Celisaltica Biondi, 2001
- Cellomius Lefèvre, 1889
- Centralaphthona Bechyné & Bechyné, 1960
- Centroscelis Chevrolat, 1837
- Cephaloleia Chevrolat, 1836
- Ceralces Gerstaecker, 1855
- Cerambyomima Medvedev, 1968
- Cerambyomina Medvedev, 1968
- Cerataltica Crotch, 1873
- Ceratispa Gestro, 1895
- Ceratocalymma Hincks, 1949
- Ceratochlamys Bokermann, 1961
- Cerichrestus Clark, 1860
- Cerochroa Gerstaecker, 1855
- Ceroclytra Medvedev, 1962
- Cerophgsella
- Cerophysa Chevrolat, 1837
- Cerophysella Laboissière, 1930
- Cerotoma Blanchard, 1845
- Cerotoma Chevrolat, 1836
- Cerotrus Jacoby, 1884
- Ceylonaltica Doeberl, 1997
- Chabria Jacoby, 1887
- Chabriosoma Chen, 1934
- Chacocassis Spaeth, 1952
- Chaeridiona Baly, 1869
- Chaetocnema Stephens, 1831
- gen. Tlanoma en. Tlanoma
- Chaillucola Bechyne, 1968
- Chalaenaria Medvedev, 2003
- Chalatenanganya Bechyné & Springlová de Bechyné, 1963
- Chalcolampra Blanchard, 1853
- Chalcolema Jacoby, 1890
- Chalcomela Baly, 1856
- Chalcophana Chevrolat, 1843
- Chalcophyma Baly, 1865
- Chalcoplacis Chevrolat, 1837
- Chalcosicya Blake, 1930
- Chalepispa Uhmann, 1955
- Chalepotatus Weise, 1910
- Chalepus Thunberg, 1805
- Chaloenosoma Jacoby, 1893
- Chaloenus Westwood, 1861
- Chaparena Bechyne, 1959
- Charaea Baly, 1878
- Chariderma Baly, 1877
- Charidotella Weise, 1896
- Charidotis Boheman, 1854
- Charistena Baly, 1864
- Cheilotoma Chevrolat, 1836
- Cheilotoma Dejean, 1836
- Cheiloxena Baly, 1860
- Chelobasis Gray, 1832
- Chelymorpha Blanchard, 1845
- Chelymorpha Chevrolat, 1836
- Chelysida Fairmaire, 1882
- Chersinellina Hincks, 1950
- Chilenomela Daccordi, 1994
- Chilocoristes Weise, 1895
- Chilotomina Reitter, 1913
- Chimporia Laboissière, 1931
- Chinochya Lee, 2020
- Chiridea Baly, 1878
- Chiridella Jacoby, 1904
- Chiridisia Jacoby, 1898
- Chiridopsis Spaeth, 1922
- Chiridula Weise, 1889
- Chirochoristes
- Chirodica Germar, 1834
- Chlamigala Medvedev & Bezdek, 2002
- Chlamisus Rafinesque, 1815
- Chlamophora Chevrolat, 1837
- Chlamydocassis Spaeth, 1952
- Chlamysus Rafinesque, 1815
- gen. Hypericia  Hypericia
- gen. Lithopteroides opteroides
- Chloroplisma Saunders, 1847
- Chloropterus Morawitz, 1861
- Chorina Baly, 1865
- Chorodecta Harold, 1875
- Chosnia Berti, 1990
- Chrysispa Weise, 1897
- Chrysochares Morawitz, 1861
- Chrysochloa Marseul, 1886
- Chrysochus Chevrolat, 1836
- Chrysochus Gebler, 1844
- Chrysodinopsis J.Bechyné, 1950
- Chrysogramma Jacoby, 1885
- Chrysolampra Baly, 1859
- Chrysolina Motschulsky, 1860
- Chrysomela Linnaeus, 1758
- Chrysomelites Heer, 1865
- Chrysomelopsis Handlirsch, 1906
- Chrysomila Savini, 2008
- Chrysonopa Jacoby, 1908
- Chrysophtharta Weise, 1901
- Chrysopida Baly, 1861
- Chrysothoracus Zhang, 1989
- Chthoneis Baly, 1864
- Chujoa Gressitt & Kimoto, 1963
- Cirrispa Uhmann, 1936
- Cistudinella Champion, 1894
- Cladispa Baly, 1858
- Clavicornaltica Scherer, 1974
- Cleonica Jacoby, 1887
- Cleoparida Gressitt, 1967
- Cleophes Jacoby, 1886
- Cleoporus Lefèvre, 1884
- Cleorina Lefèvre, 1885
- Cleptor Lefèvre, 1885
- Clerotilia Jacoby, 1886
- Clidonotus Chapuis, 1874
- Clinocarinispa Uhmann, 1935
- Clinocarispa Uhmann, 1935
- Clisithera Baly, 1864
- Clisitherella Chen, 1940
- Clitaspis Harold, 1874
- Clitea Baly, 1877
- Clitena Baly, 1864
- Clitenella Laboissière, 1927
- Clitenososia Laboissière, 1931
- Clypeolaria Lefèvre, 1885
- Clythrina Piton, 1940
- Clytra Laicharting, 1781
- Clytrasoma Jacoby, 1908
- Cneorane Baly, 1865
- Cneoranidea Chen, 1942
- Cneorella Medvedev & Dang Tkhi Dap, 1981
- Cneorides Jacoby, 1896
- Cnestispa Maulik, 1930
- Cnetispa Maulik, 1930
- Coccimela Weise, 1898
- Cochabamba Bechyné, 1955
- Cocotteumolpus Bechyné, 1957
- Coelaenomenodera Blanchard, 1845
- Coeligetes Jacoby, 1884
- Coeligetoides
- Coelocassida Birket-Smith, 1977
- Coelocephalus Clark, 1860
- Coelocrania Jacoby, 1866
- Coelomera Chevrolat, 1844
- Coenobius Suffrian, 1857
- Colaphellus Weise, 1916
- Colaphinus Achard, 1923
- Colaphus Dahl, 1823
- Colasita Bechyné, 1964
- Colaspedusa Medvedev, 1998
- Colaspibasa Medvedev, 1995
- Colaspidea Laporte, 1833
- Colaspidema Laporte de Castelnau, 1833
- Colaspina Weise, 1893
- Colaspinella Weise, 1893
- Colaspis Fabricius, 1801
- Colaspoides Laporte de Castelnau, 1833
- Colasposoma Laporte de Castelnau, 1833
- Coleorozena Moldenke, 1970
- Coleothorpa Moldenke, 1981
- Collartaltica Bechyné, 1959
- Colobaspis Fairmaire, 1894
- Colomicrus
- Colposcelis Dejean, 1837
- Conchocera Laboissière, 1922
- Conchyloctenia Spaeth, 1902
- Conicobruchus Decelle, 1951
- Coniomma Weise, 1922
- Conococha Bechyné, 1958
- Convexocoleus Shin, 2013
- Coolgardica Blackburn, 1899
- Coptocephala Chevrolat, 1837
- Coptocephala Dejean, 1836
- Coptocephala Fischer de Waldheim, 1842
- Coptocycla Boheman, 1855
- Coptocycla Chevrolat, 1836
- Coraia H.Clark, 1865
- Coraliomela Jacobson, 1899
- Cornubrotica Bechyné & Bechyné, 1969
- Cornulactica Bechyné, 1955
- Cornutobruchus Decelle, 1975
- Coroicona Bechyné, 1956
- Coronabrotica Moura, 2010
- Corumbaea Bechyné, 1954
- Corynispa Uhmann, 1940
- Corynothona Bechyné, 1956
- Corysthea Baly, 1865
- Coscinoptera Lacordaire, 1848
- Cosmobruchus Bridwell, 1931
- Cosmogramma Erichson, 1847
- Costalimaita Bechyné, 1954
- Coytiera Lefèvre, 1875
- Crabronites Lacordaire, 1848
- Crambelea Spaeth, 1913
- Crampelia Laboissière, 1922
- Craniotectus Laboissière, 1932
- Craspedonispa Weise, 1910
- Craspedonta Chevrolat, 1836
- Crepichaeta Medvedev, 1993
- Crepicnema Scherer, 1969
- Crepidocnema Moseyko, Kirejtshuk & Nel, 2010
- Crepidodera Chevrolat, 1836
- Crepidodera Faldermann, 1837
- Crepidoderoides Chûjô, 1942
- Crepidomorpha Heikertinger, 1923
- Crepidosoma Chen, 1939
- Crimissa Stal, 1858
- Crioceridea Wickham, 1912
- Crioceris Geoffroy, 1762
- Crioceris Müller, 1764
- Crosita Motschoulsky, 1860
- Crowsonia Monrós, 1952
- Cryocolaspis Flowers, 2004
- Cryptocephalites Haupt, 1956
- Cryptocephalites Scudder, 1895
- Cryptocephalus Geoffroy, 1762
- Cryptocephalus Müller, 1764
- Cryptonychus Gyllenhal, 1817
- Cryptostetha Baly, 1858
- Cteisella Weise, 1896
- Ctenocassida Spaeth, 1926
- Ctenocharidotis Spaeth, 1926
- Ctenocolum Kingsolver & Whitehead, 1974
- Ctenophilaspis Spaeth, 1926
- Cubispa Barber, 1946
- Cudnellia Blackburn, 1890
- Cuprasoroides Daccordi, 1981
- Cuyabassa Bechyne, 1959
- Cyclantipha Laboissiere, 1932
- Cyclantispa Sekerka, 2014
- Cyclocassis Spaeth, 1913
- Cyclomela Baly, 1856
- Cyclonoda Baly, 1878
- Cyclosoma Guérin-Méneville, 1835
- Cyclotrypema Blake, 1966
- Cydippa Chapuis, 1875
- Cylindrodachrys Monrós, 1944
- Cylindromela Weise, 1916
- Cyno Marshall, 1865
- Cynortella Duvivier, 1891
- Cynortina Weise, 1905
- Cyperispa Gressitt, 1957
- Cyphotarsis Jacoby, 1892
- Cyrsylus Jacoby, 1891
- Cyrtonastes Fairmaire, 1873
- Cyrtonogetus Broun, 1915
- Cyrtonota Chevrolat, 1836
- Cyrtonus Latreille, 1829
- Cystocnemis Motschoulsky, 1860
- Dachrys Erichson, 1847
- Dachrys Lacordaire, 1847
- Dactylispa Weise, 1897
- Dahlibruchus Bridwell, 1931
- Damasus Chapuis, 1874
- Damelia Clark, 1864
- Dasymallus Chevrolat, 1837
- Decaria Weise, 1895
- Decarthrocera Laboissiere, 1937
- Decatelia Weise, 1904
- Decellebruchus Borowiec, 1987
- Deciplatus Linzmeier & Konstantinov, 2009
- Deinocladus Blake, 1966
- Delocrania Guérin-Méneville, 1844
- Deloyala Blanchard, 1846
- Deloyala Chevrolat, 1836
- Demarchus Jacoby, 1887
- Dematochroma Baly, 1864
- Demotina Baly, 1863
- Demotinella Jacoby, 1908
- Demotispa Baly, 1858
- Denaeaspis Chaboo & Engel, 2009
- Dentilabra Medvedev, 2009
- Dercetina Gressitt & Kimoto, 1963
- Dercetisoma Maulik, 1936
- Deretrichia Weise, 1913
- Deretricia Weise, 1913
- Dermestops Jacobson, 1898
- Dermoxanthus Baly, 1859
- Derocrepis Weise, 1886
- Derorthaea Zhang Junfeng, Sun Bo & Zhang Xiyu, 1994
- Derospidea Blake, 1931
- Desbordesius Laboissière, 1933
- Desmogramma Erichson, 1847
- Deuteragbalus Bechyne, 1950
- Deuteraltica Bechyné & Bechyné, 1960
- Deuterocampta Chevrolat, 1844
- Deuteronoda Bechyné, 1951
- Deuterotrichia Bechyné, 1957
- Diabrotica Chevrolat, 1836
- Diabrotica Dejean, 1836
- Diabrotica Mannerheim, 1843
- Diacacoscelis Bechyne, 1968
- Diacantha Chevrolat, 1837
- Diachus J.L.LeConte, 1880
- Diacolaspis Bechyne, 1950
- Diacosma Weise, 1923
- Diamphidia Gerstaecker, 1855
- Diandichus Chapuis, 1874
- Diapericera Lacordaire, 1848
- Diaphaenidea Laboissière, 1933
- Diaphanops Schönherr, 1845
- Diapromorpha Lacordaire, 1848
- Dibolia Latreille, 1829
- Dibolosoma Jacoby, 1897
- Dicladispa Gestro, 1897
- Dicoelotrachelus Blake, 1941
- Dicolectes Lefèvre, 1886
- Diconerissus Burgeon, 1941
- Dicranosterna Motschoulsky, 1860
- Dictyneis Baly, 1865
- Didalsus Fairmaire, 1888
- Diegobruchus Pic, 1913
- Dilinosa Weise, 1906
- Dimalianella Laboissière, 1940
- Dimonikaea Bechyne, 1968
- Dinahia Bechyne, 1946
- Dinaltica Bechyné, 1956
- Dinophtalma Lacordaire, 1848
- Dinophthalma Chapuis, 1874
- Dinophthalma Lacordaire, 1848
- Diochrysa
- Diorhabda Weise, 1883
- Diosyphraea Bechyne, 1959
- Diphaltica Barber, 1941
- Diphaulaca Chevrolat, 1836
- Diplacaspis Jacobson, 1924
- Diplasiaca Weise, 1923
- Dircama
- Dircema Clark, 1865
- Dircemella Weise, 1902
- Discomorpha Chevrolat, 1836
- Discotarsa Medvedev, 1993
- Disonycha Chevrolat, 1836
- Disonycha Mannerheim, 1843
- Disonychodes Bechyné, 1955
- Disosebaethe Zhang Junfeng, Sun Bo & Zhang Xiyu, 1994
- Distigmoptera Blake, 1943
- Ditopidus
- Ditropidella Reid, 1998
- Ditropidua
- Ditropidus Erichson, 1842
- Djallonia Bechyné, 1955
- Docema Waterhouse, 1877
- Docemasia Jacoby, 1899
- Docemina Champion, 1918
- Dodericrepa Bechyne, 1951
- Doeberlia Warchalowski, 2007
- Dolichenus Lefèvre, 1885
- Doloresa Bechyné, 1955
- Donacia Fabricius, 1775
- gen. Cyphogaster ogaster
- gen. Donaciomima ciomima
- Donaciasta Fairmaire, 1901
- Donaciella Reitter, 1920
- Dorcathispa Weise, 1901
- Dorisina Monros, 1956
- Doryida Baly, 1865
- Doryidella Laboissière, 1940
- Doryidomorpha Laboissière, 1931
- Dorymolpus Elgueta, Daccordi & Zoia, 2014
- Dorynota Chevrolat, 1836
- Doryphora Illiger, 1807
- Doryscus Jacoby, 1887
- Dorysterna Guérin-Ménéville, 1855
- Dorysternoides Bechyné & Bechyné, 1967
- Doryxena Baly, 1861
- Doryxenoides Laboissière, 1927
- Downesia Baly, 1858
- Drakensbergianella Biondi & d'Alessandro, 2003
- Drakhshandus Aslam, 1968
- Drasa Bryant, 1941
- Dreeus Shute, 1983
- Drepanocassis Spaeth, 1936
- Drescheria Weise, 1911
- Dryadomolpus Bechyné & Springlova de Bechyné, 1970
- Duboulaia Baly, 1871
- Dumbea Jolivet, Verma & Mille, 2007
- Dunbrodya Jacoby, 1906
- Durangoita Bechyné, 1958
- Duvivieria Weise, 1903
- Dyserythra Weise, 1902
- Dysiodes Weise, 1908
- Dysphenges Horn, 1894
- Eboo Reid, 1993
- Eccoptopsis Blake, 1966
- Echinocallispa Zhang Junfeng, Sun Bo & Zhang Xiyu, 1994
- Echoma Chevrolat, 1836
- Echtrusia Lefèvre, 1892
- Ectmesopus Blake, 1940
- Edistus Lefèvre, 1884
- Edusella Chapuis, 1874
- Edusoides Blackburn, 1890
- Egleraltica Bechyné & Springlová de Bechyné, 1965
- Eka Maulik, 1931
- Elaphodes Suffrian, 1859
- Electrocaryedon Legalov, 2016
- Electrolema Schaufuss, 1891
- Eleona Fairmaire, 1902
- Elisabethana Heinze, 1928
- Elithia Chapuis, 1875
- Ellopidia Hincks, 1949
- Elyces Jacoby, 1888
- Elytrogona Chevrolat, 1836
- Elytropachys Motschoulsky, 1866
- Elytrosphaera Chevrolat, 1843
- Emarhopa Weise, 1886
- Emathea Baly, 1865
- Emdenia Spaeth, 1915
- Enagria Spaeth, 1913
- Endocephalus Chapuis, 1874
- Endocephalus Chevrolat, 1837
- Endoschyrus Jacoby, 1901
- Endoxus Kirby, 1837
- Endroedymolpus Zoia, 2001
- Enischnispa Gressitt, 1957
- Enneaoria Tan, 1981
- Enneomacra Bechyné & Springlové de Bechyné, 1961
- Ennodius Lefèvre, 1885
- Ensiforma Jacoby, 1877
- Entomochirus Lefèvre, 1884
- Entomoscelis Chevrolat, 1836
- Entomoscelis Redtenbacher, 1844
- Entreriosa Bechyné, 1953
- Eocassida Haupt, 1950
- Eochrysomela Haupt, 1950
- Eoclytra Monrós, 1958
- Eoeumolpinus Haupt, 1950
- Eogaleruca Haupt, 1956
- Eomelasoma Haupt, 1956
- Eosacantha Chaboo & Engel, 2009
- Eosagra Carpenter, 1992
- Epaenidea Gressitt & Kimoto, 1963
- Ephyraea Lefèvre, 1890
- Epiluperodes Kimoto & Gressitt, 1966
- Epimela Weise, 1903
- Epinodostoma Bryant & Gressitt, 1957
- Epiphyma Baly, 1860
- Epistamena Weise, 1915
- Epistictina Hincks, 1950
- Epithrella Medvedev, 1993
- Epitrix Foudras, 1859
- Eprius Fairmaire, 1902
- Erbolaspis Spaeth, 1924
- Eremionycha Spaeth, 1911
- Erepsocassis Spaeth, 1936
- Erganoides
- Erinaceialtica Konstantinov & Linzmeier, 2020
- Eriotica Harold, 1877
- Ernoporus Brèthes, 1929
- Erotenia Lefèvre, 1884
- Erpesocassis Spaeth, 1936
- Erynephala Blake, 1936
- Erystana Medvedev, 2010
- Erystus Jacoby, 1885
- Erythraella Zoia, 2012
- Erythrobapta Weise, 1902
- Eryxia Baly, 1865
- Estcourtiana Jacoby, 1900
- Estigmena Hope, 1840
- Etapocanga Ducke, 1994
- Ethiopia Scherer, 1972
- Ethomela Lea, 1916
- Eubaptus Lacordaire, 1845
- Eubeiratia Laboissière, 1931
- Eucampylochira Bechyné, 1951
- Eucerotoma Laboissière, 1939
- Eucolaspinus Lea, 1916
- Eucyclomela Chen, 1934
- Euditropidus Lea, 1920
- Eudolia Jacoby, 1885
- Eudoliamorpha Scherer, 1989
- Eudoliomima Medvedev, 2004
- Eugaleruca Laboissière, 1922
- Eugastromela Lea, 1929
- Eugenysa Chevrolat, 1836
- Eugoniola Csiki, 1939
- Eugonycha Chevrolat, 1843
- Eulina Baly, 1855
- Euliroetis Ogloblin, 1936
- Euluperus Weise, 1886
- Eulychius Jacoby, 1882
- Eumelepta Jacoby, 1892
- Eumolpites Heer, 1865
- Eumolpopsis Jacoby, 1894
- Eumolpus Illiger, 1798
- Eumolpus Weber, 1801
- Euparocha Motschoulsky, 1860
- Eupeges Clark, 1860
- Euphenges Clark, 1860
- Euphitrea Baly, 1875
- Euphrytus Jacoby, 1881
- Euphysimerus Bechyne, 1997
- Euplatysphaera Özdikmen, 2008
- Euplectroscelis Crotch, 1873
- Euprionota Guérin-Méneville, 1844
- Eurispa Baly, 1858
- Euryceraea Steinheil, 1877
- Eurycycla Jacoby, 1903
- Eurydemus Chapuis, 1874
- Eurylegna Weise, 1910
- Eurylegniella Scherer, 1972
- Euryope Dalman, 1824
- Eurypedus Gistel, 1834
- Eurypelta Lefèvre, 1885
- Eurypepla Boheman, 1854
- Eurysarcus Lefèvre, 1885
- Euryscopa Lacordaire, 1848
- Eurysthenes Lefèvre, 1885
- Eusattodera Schaeffer, 1906
- Eustena Baly, 1879
- Eutheria Spaeth, 1909
- Eutrea Baly, 1875
- Euxema Baly, 1885
- Ewanius Reid, 2002
- Exaesiognatha Jacobson, 1923
- Exartematopus Clark, 1860
- Exaudita Bechyne, 1955
- Exema Lacordaire, 1848
- Exestastica Spaeth, 1909
- Exoceras Jacoby, 1891
- Exocerus Bechyné, 1955
- Exochognathus Blake, 1946
- Exoctenophorus Decelle, 1968
- Exora Chevrolat, 1837
- Exosoma Jacoby, 1903
- Exosomella Laboissière, 1932
- Exosomorpha Laboissière, 1932
- Exothispa Kolbe, 1897
- Faex Weise, 1901
- Falsocolaphellus Pic, 1928
- Falsoexosoma Pic, 1926
- Falsoiphimoides Pic, 1935
- Falsopachybrachys Pic, 1947
- Falsoplatyxantha Pic, 1927
- Farsogaleruca Lopatin, 1981
- Febra Clark, 1864
- Ferreirana Bechyné, 1958
- Fidia Baly, 1863
- Fleutiauxia Laboissière, 1933
- Floricola Gistl, 1847
- Floridocassis Spaeth, 1952
- Fornicocassis Spaeth, 1917
- Forsterita Bechyne, 1959
- Fossipa Staines, 1989
- Fossispa Staines, 1989
- Fractipes Bechyne, 1950
- Frenais Jacoby, 1903
- Freudeita Bechyne, 1950
- Freycolaspis Scherer, 1964
- Fulcidax Voet
- Fulgidax Voet, 1806
- Furthia Medvedev, 2000
- Furusawaia Chûjô, 1962
- Gaberella Selman, 1965
- Gabonia Jacoby, 1893
- Gabrinotum
- Galenaria Medvedev, 2007
- Galerica
- Galerosastra Laboissière, 1929
- Galerotella Maulik, 1936
- Galeruca Geoffroy, 1762
- Galeruca Müller, 1764
- Galerucella Crotch, 1873
- Galerucini Latreille, 1802
- Galerudolphia Hincks, 1949
- Galerumaea Hincks, 1949
- Galerupipla Maulik, 1936
- Galerusoma Jacoby, 1893
- Gallerucida Motschoulsky, 1861
- Gallleruca
- Gansuapteris Ruan & Konstantinov, 2017
- Garuda Scherer, 1969
- Gasterantrodes Daccordi, 1981
- Gastrida Chapuis, 1880
- Gastroidea Agassiz, 1846
- Gastrolina Baly, 1859
- Gastrolinoides Chûjô & Kimoto, 1960
- Gastrophysa Chevrolat, 1836
- Gastrophysa Gebler, 1842
- Gavirga Stål, 1860
- Geinella Strand, 1935
- Geinula Ogloblin, 1936
- Geloptera Baly, 1861
- Genaphthona Bechyne, 1956
- Geomela Lea, 1916
- Gestronella Weise, 1911
- Gethosynus Clark, 1860
- Gibbiomela Daccordi, 2003
- Gibbobruchus Pic, 1913
- Gioia Bechyné, 1955
- Glaucorhabda Weise, 1910
- Glaucosphaera Maulik, 1926
- Glenidion H.Clark, 1860
- Glyphocassis Spaeth, 1914
- Glyphuroplata Uhmann, 1937
- Glyptina J.L.LeConte, 1859
- Glyptoscelis Chevrolat, 1836
- Glyptoscelis Leconte, 1859
- Glyptosceloides Askevo & Flowers, 1994
- Gonaives Clark, 1987
- Goniochenia Weise, 1896
- Gonioctena Chevrolat, 1836
- Gonioctena Motschulsky, 1860
- Gonioctena Redtenbacher, 1844
- gen. Asiphytodecta phytodecta
- gen. Brachyphytodecta phytodecta
- Goniopleura Westwood, 1832
- Goniosystena Bechyne, 1997
- Gonocelis Haupt, 1950
- Gonophora Chevrolat, 1836
- Gopala Maulik, 1926
- Goudotina Weise, 1910
- Goweria Lea, 1926
- Goyachalepus Pic, 1929
- Grammicomela Lea, 1916
- Grammicopterus Blanchard, 1851
- Grammodesma Achard, 1923
- Graphops J.L.LeConte, 1859
- Graptodera Mannerheim, 1843
- Gratiana Spaeth, 1913
- Gressittana Medvedev, 2009
- Gressittella Medvedev, 2009
- Griburius Haldeman, 1849
- Groehnaltica Bukejs, Reid & Biondi, 2020
- Gronovius Jacoby, 1905
- Gruevia Gruev & Tomov, 1975
- Gruevia Warchalowski, 1974
- Guadeloupena Bechyné, 1956
- Guilelmia Weise, 1924
- Guilielmia Weise, 1924
- Guinerestia Scherer, 1959
- Guyanica Chevrolat, 1836
- Gyllenhaleus Weise, 1903
- Gynandrobrotica Bechyné, 1955
- Gynandrophtalma Lacordaire, 1848
- Gynandrophthalma Gemminger & Harold, 1874
- Habrophora Erichson, 1847
- Hadroscelus Quedenfeldt, 1885
- Haemaltica Chen, 1933
- Haemodoryida Chen, 1942
- Halinella Bechyné, 1956
- Hallirhotius Jacoby, 1888
- Halocoleus Haupt, 1950
- Haltica Geoffroy, 1762
- Halticopsis Fairmaire, 1883
- Halticorcus Lea, 1917
- Halticotropis Fairmaire, 1886
- Halticova Fairmaire, 1898
- Halysacantha Laboissière, 1922
- Hamushia Chûjô, 1956
- Haplomela Chen, 1942
- Haplosomoides Duvivier, 1890
- Haplotia Jacoby, 1887
- Haptoscelis Weise, 1886
- Hatita Fairmaire, 1891
- Hecataeus Jacoby, 1888
- Heikertingerella Csiki, 1939
- Heikertingeria Csiki, 1939
- Helioscopa Gistl, 1848
- Helocassis Spaeth, 1952
- Helos Gistl, 1848
- Hemiglyptus Horn, 1889
- Hemigymna Weise, 1923
- Hemilactica Blake, 1937
- Heminodes Jacoby, 1895
- Hemiphracta Weise, 1902
- Hemiphrynus Horn, 1889
- Hemiplatys Baly, 1863
- Hemipyxis Chevrolat, 1836
- Hemipyxis Dejean, 1836
- Hemipyxoides Döberl, 2007
- Hemisphaericosites Haupt, 1956
- Hemisphaerota Blanchard, 1845
- Hemisphaerota Chevrolat, 1836
- Hemistus Jacoby, 1886
- Hemydacne Jacoby, 1897
- Hemygascelis Jacoby, 1896
- Hemyloticus Jacoby, 1893
- Henicotherus Brèthes, 1929
- Heptachispa Uhmann, 1953
- Heptarthrius Suffrian, 1866
- Heptatomispa Uhmann, 1940
- Heptispa Weise, 1906
- Herissa Spaeth, 1909
- Herma Weise, 1901
- Hermaeophaga Foudras, 1860
- Hermenegilda Bechyné, 1958
- Hermesia Lefèvre, 1877
- Hermesilla Bechyné, 1954
- Herminella Spaeth, 1913
- Hermosacantha Borowiec & Wietojañska, 2014
- Hespera Weise, 1889
- Hesperella Medvedev, 1995
- Hesperoides Biondi, 2017
- Hesperomorpha Ogloblin, 1936
- Hesperopenna Medvedev & Dang Tkhi Dap, 1981
- Heteraspibrachys Clavareau, 1914
- Heterispa Chapuis, 1875
- Heteronychocassis Spaeth, 1915
- Heterotrichus Chapuis, 1874
- Heterrachispa Gressitt, 1957
- Heterrhachispa Gressitt, 1957
- Heyrovskaya Madar & Madar, 1968
- Hilarocassis Spaeth, 1913
- Hildebrandtianella Laboissière, 1932
- Hildebrandtina Weise, 1910
- Himalalta Medvedev, 1990
- Himaplosonyx Chen, 1976
- Hippuriphila Foudras, 1859
- Hirtasphaera Medvedev, 2004
- Hirtiaphthona Kimoto, 2000
- Hirtigaleruca Chûjô, 1962
- Hirtomimastra Medvedev, 2009
- Hispa Linnaeus, 1767
- Hispellinus Weise, 1897
- Hispodonta Baly, 1858
- Hispoleptis Baly, 1864
- Hispostoma Weise, 1907
- Hockingia Selman, 1962
- Homalispa Baly, 1858
- Homelea Jacoby, 1884
- Homichloda Weise, 1902
- Homoeostigmus Jacobson, 1917
- Homoschema Blake, 1950
- Homotyphus Clark, 1860
- Hoplasoma Jacoby, 1884
- Hoplosaenidea Laboissière, 1933
- Hoplostines Blackburn, 1890
- Horaia Chûjô, 1935
- Hornaltica Barber, 1941
- Hornibius Fairmaire, 1888
- Horridobruchus Borowiec, 1984
- Hovacassis Spaeth, 1952
- Hovaliana Laboissière, 1932
- Huarinillasa Bechyne, 1959
- Huillania Laboissière, 1921
- Humba Chen, 1934
- Hybosa Duponchel, 1842
- Hybosinota Spaeth, 1909
- Hybosispa Weise, 1910
- Hydmosyne Clark, 1860
- Hydrothassa Thomson, 1866
- Hylaspes Baly, 1865
- Hylaspoides Duvivier, 1892
- Hylax Lefèvre, 1884
- Hymenesia Clark, 1865
- Hymetes Lacordaire, 1848
- Hypantherus Clark, 1860
- Hyperaxis Gemminger & Harold, 1874
- Hyperbrotica Bechyné, 1968
- Hyphaenia Baly, 1865
- Hyphaltica Blackburn, 1896
- Hyphalticoda Oke, 1932
- Hyphasis Harold, 1877
- Hyphasoma Jacoby, 1903
- Hypocassida Weise, 1893
- Hypoderes Lefèvre, 1877
- Hypolampsis Clark, 1860
- Hysmatodon Reid, 2002
- Hystaspes Jacoby, 1903
- Hystiopsis Blake, 1966
- Icogramma Weise, 1922
- Idaltica Bechyné, 1955
- Ikopista Fairmaire, 1901
- Imatidium Fabricius, 1801
- Impensa Wilcox, 1971
- Inbioluperus Clark, 1993
- Incisolema Pic, 1916
- Interbrotica Bechyné & Springlová de Bechyné, 1965
- Iphimeis Baly, 1864
- Iphimoides Jacoby, 1883
- Iphimolpus Bechyne, 1950
- Iphinoe Spaeth, 1898
- Iphitrea Baly, 1864
- Iphitroides Jacoby, 1891
- Iphitromela Bechyne, 1997
- Iphitroxena Bechyne, 1997
- Iranomolpus Lopatin, 1979
- Irenes Chapuis, 1874
- Iscadida Chevrolat, 1843
- Ischiocassis Spaeth, 1917
- Ischiopachys Chevrolat, 1837
- Ischiopachys Lacordaire, 1848
- Ischnispa Gressitt, 1963
- Ischnocodia Spaeth, 1942
- Ischyrolampra Lefèvre, 1885
- Ischyrolamprina Bechyne, 1950
- Ischyromus Jacobson, 1893
- Ischyronota Weise, 1891
- Isnus Weise, 1898
- Isolepronota Bechyne, 1950
- Isopedhispa Spaeth, 1936
- Isopedispa Spaeth, 1936
- Isotes Weise, 1922
- Isshikia Chûjô, 1961
- Itaitubana Bechyne, 1963
- Itapiranga Bechyné, 1956
- Itatiaya Bechyne, 1953
- Itylus Jacoby, 1905
- Iucetima Moura, 1998
- Ivalia Jacoby, 1887
- Iviva Gressitt, 1969
- Ivongionymus Bechyne, 1946
- Ivongius Harold, 1877
- Jacobya Weise, 1901
- Jacobyana Maulik, 1926
- Jacobyanella Laboissière, 1924
- Jambhala Würmli, 1975
- Jansonius Baly, 1878
- Japonitata Strand, 1935
- Javeta Baly, 1858
- Jaxartiolus Jacobson, 1922
- Jobia Kirsch, 1877
- Jodasia Bechyne, 1951
- Johannica Blackburn, 1888
- Jolibrotica Lee & Bezděk, 2015
- Jolivetia Bechyne, 1946
- Jonthonota Spaeth, 1913
- Kakita Chamorro-Lacayo & Konstantinov, 2009
- Kamala Maulik, 1926
- Kanahiiphaga Laboissière, 1931
- Kanarella Jacoby, 1896
- Kanonga Bechyné, 1960
- Karooclytra Medvedev, 1989
- Kashmirobia Konstantinov & Prathapan, 2006
- Katkispa Sekerka, 2014
- Keeta Maulik, 1931
- Keitheatus Wilcox, 1965
- Kenialtica Bechyné, 1960
- Khasia Jacoby, 1899
- Kimberleya Weise, 1916
- Kimongona Bechyné, 1959
- Kimotoa Gruev, 1985
- Kinabalua Mohamedsaid, 1997
- Kingsolverius Borowiec, 1987
- Kiskeya Konstantinov & Chamorro-Lacayo, 2006
- Kitorhinus Fischer von Waldheim, 1809
- Klitispa Uhmann, 1940
- Konbirella Duvivier, 1892
- Kumatoeides Gómez-Zurita, 2018
- Kumbalia Mohamedsaid & Takizawa, 2007
- Kumbornia Mohamesaid, 2006
- Kuschelina J.Bechyné, 1951
- Kytorhinus Fischer von Waldheim, 1809
- Kytorhynus Fischer, 1809
- Labasa Bryant, 1925
- Labidomera Chevrolat, 1836
- Labidostomis Chevrolat, 1836
- Labidostomis Dejean, 1836
- Labidostomis Germar, 1817
- Labidostomis Redtenbacher, 1843
- Laboissierea Pic, 1927
- Laboissierella Chen, 1933
- Laccoptera Boheman, 1855
- Lachnabothra Saunders, 1847
- Lachnaia Chevrolat, 1836
- Lachnaia Dejean, 1836
- Lacpatica Bechyné, 1977
- Lacpatica Chevrolat, 1837
- Lacpaticoides Bechyné & Springlova-Bechyné, 1977
- Lactica Erichson, 1847
- Lactina Harold, 1875
- Laetana Baly, 1864
- Laetiacantha Laboissière, 1921
- Lagriolema Gressitt, 1965
- Lampedona Weise, 1907
- Lamprocopa Hincks, 1949
- Lamprolina Baly, 1855
- Lamprosoma Kirby, 1819
- Lamprosomoides Monrós, 1959
- Lamprosphaerus Baly, 1859
- Lanka Maulik, 1926
- Lankanaltica Kimoto, 2003
- Lankanella Kimoto, 2000
- Lankaphthona Medvedev, 2001
- Lanolepta Kimoto, 1991
- Laosaltica Chen, 1961
- Laoseumolpus Pic, 1935
- Laosixantha Kimoto, 1989
- Laotzeus Chen, 1933
- Laphris Baly, 1864
- Laselva Furth, 2007
- Lasiochila Weise, 1916
- Leasia Jacoby, 1907
- Lebisiella Bechyné, 1947
- Ledesmodina Bechyné, 1951
- Lefevrea Jacoby, 1897
- Lefevrella Jacobson, 1894
- Lehejia Gahan, 1896
- Lema Fabricius, 1798
- gen. Microlema lema
- gen. Petauristes stes
- gen. Qausilema lema
- Lepialtica Scherer, 1962
- Lepidocolaspis Lea, 1915
- Lepina Baly, 1863
- Lepinaria Medvedev, 1998
- Leprocolaspis Bechyné, 1951
- Lepronida Baly, 1864
- Lepronota Chapuis, 1874
- Leprotella Jacoby, 1900
- Leprotoides Jacoby, 1896
- Leptarthra Baly, 1861
- Leptarthroides Beenen, 2009
- Leptaulaca Weise, 1902
- Leptinotarsa Chevrolat, 1836
- Leptinotarsa Klug, 1850
- Leptinotarsa Stal, 1858
- Leptispa Baly, 1858
- Leptocodia Spaeth, 1952
- Leptodibolia Chen, 1941
- Leptomona Bechyné, 1958
- Leptonesiotes Blake, 1958
- Leptophysa Baly, 1877
- Leptoxena Baly, 1888
- Lesneana Chen, 1933
- Lesnella Laboissière, 1931
- Letzuana Chen, 1934
- Letzuella Chen, 1933
- Leucispa Chapuis, 1875
- Leucocera Chevrolat, 1843
- Levnma Özdikmen, 2008
- Lexiphanes Gistel, 1836
- Licyllus Jacoby, 1885
- Lilioceris Reitter, 1912
- Lilophaea Bechyné, 1958
- Limenta Stal, 1860
- Limnocasis
- Limnocassis Spaeth, 1952
- Linaltica Samuelson, 1973
- Lindinia Lefèvre, 1893
- Lio Monrós, 1949
- Lioplacis Chevrolat, 1843
- Lipraria Medvedev, 1990
- Lipromela Chen, 1933
- Lipromima Heikertinger, 1924
- Lipromorpha Chûjô & Kimoto, 1960
- Liprus Motschoulsky, 1861
- Liroetiella Kimoto, 1989
- Liroetina Medvedev, 2013
- Liroetis Weise, 1889
- Liroetoides Kimoto, 1989
- Lithraeus Bridwell, 1952
- Livoliella Medvedev, 1997
- Llanomolpus Bechyne, 1997
- Lobispa Staines, 2001
- Lochmaea Weise, 1883
- Loeblaltica Scherer, 1989
- Lomirana Laboissière, 1932
- Longasphaera Bechyné, 1955
- Longeumolpus Bechyné, 1960
- Longeumolpus Špringlová, 1960
- Longitarsus Berthold, 1827
- Longitarsus Latreille, 1829
- Lophea Baly, 1865
- Lophistomus Weise, 1897
- Lorentzocassis Spaeth, 1913
- Louisdesartsia Bechyné, 1955
- Loxopleurus Suffrian, 1859
- Loxoprosopus Guérin, 1844
- Lucignolo Zoia, 2010
- Luisia Medvedev & Regalin, 2006
- Luisiadia Medvedev, 1979
- Luperacantha Laboissière, 1932
- Luperaltica Crotch, 1873
- Luperaria Medvedev, 1993
- Luperocella Jacoby, 1900
- Luperocida Medvedev & Dang Tkhi Dap, 1981
- Luperodes Motschulsky, 1858
- Luperogala Medvedev & Samoderzhenkov, 1989
- Luperolophus Fairmaire, 1885
- Luperomorpha Weise, 1887
- Luperosoma Jacoby, 1891
- Luperososia Laboissière, 1937
- Luperus Geoffroy, 1762
- Luperus Müller, 1762
- Lupraea Jacoby, 1885
- Luprea Jacoby, 1885
- Lusingania Laboissière, 1919
- Lycaria Stål, 1857
- Lychnophaes Lacordaire, 1848
- Lygistus Wilcox, 1965
- Lymidus Fairmaire, 1901
- Lyperus Billberg, 1820
- Lypesthes Baly, 1863
- Lypnea Baly, 1876
- Lypneana Medvedev, 2001
- Lyraletes Bechyné, 1952
- Lysathia J.Bechyné, 1957
- Lythraria Bedel, 1897
- Maaltica Samuelson, 1969
- Macetes Chapuis, 1874
- Macrima Baly, 1878
- Macrispa Baly, 1858
- Macroaltica Bechyné, 1959
- Macrocoma Chapuis, 1874
- Macrohaltica Bechyne, 1959
- Macrolema Baly, 1861
- Macrolenes Chevrolat, 1836
- Macrolenes Dejean, 1836
- Macromonycha Spaeth, 1911
- Macroplea Samouelle, 1819
- Macroples
- Madacryptus Schöller, 2007
- Madurasia Jacoby, 1896
- Maevatanania Bechyné, 1964
- Mahakirya Bechyne, 1949
- Mahatsinia Spaeth, 1919
- Mahatsinjoa Bechyné, 1964
- Mahutia Laboissière, 1918
- Majungaeus Bechyne, 1949
- Malaconida Fairmaire, 1886
- Malacorhinus Jacoby, 1887
- Malacotheria Fairmaire, 1881
- Malaxioides Fairmaire, 1888
- Malayocassis Spaeth, 1952
- Malayocorynus Medvedev, 2004
- Malegia Lefèvre, 1884
- Malvernia Jacoby, 1899
- Mandarella Duvivier, 1892
- Mandolia Selman, 1965
- Mandollia Selman, 1965
- Manipuria Jacoby, 1908
- Manobia Jacoby, 1885
- Manobidia Chen, 1934
- Manobiella Medvedev, 1993
- Manobiomorpha Nadein, 2010
- Mantura Stephens, 1831
- Marajoarinha Bechyné, 1983
- Marcapatia Bechyné, 1958
- Margaridisa J.Bechyné, 1958
- Margaritabruchus Romero & Johnson, 2001
- Mariamela Monrós, 1951
- Maritubana Bechyné & Springlová de Bechyné, 1961
- Marmina Shute, 1983
- Marseulia de Joannis, 1866
- Martensomela Medvedev, 1984
- Martinella Medvedev, 2000
- Massartia Selman, 1965
- Massiea Lefèvre, 1893
- Mastacanthus Suffrian, 1852
- Masurius Jacoby, 1888
- Maturacaita Bechyné & Springlova-Bechyné, 1977
- Maulika Basu & Sengupta, 1980
- Mauroda Leschen, Reid & Nadein, 2020
- Maurodus Leschen, Reid & Nadein, 2020
- Mecistes Chapuis, 1874
- Mecistomela Jacobson, 1899
- Mecoprosopus Chûjô, 1951
- Mecynodera Hope, 1840
- Medvedemolpus Moseyko, 2010
- Medythia Jacoby, 1887
- Megabruchidius Borowiec, 1984
- Megacerus Bridwell, 1929
- Megacerus Fahraeus, 1839
- Megaleruca Laboissière, 1922
- Megalocolaspoides Medvedev, 2005
- Megalognatha Baly, 1878
- Megalostomis Blanchard, 1845
- Megalostomis Chevrolat, 1836
- Megamerus MacLeay, 1826
- Meganeltumius Romero & Johnson, 2003
- Megapyga Boheman, 1850
- Megascelis Latreille, 1825
- Megascelis Sturm, 1826
- Megasceloides Jacoby, 1898
- Megasennius Whitehead & Kingsolver, 1975
- Megasus Jacoby, 1884
- Megistomela Chapuis, 1874
- Megistops Boheman, 1859
- Meibomeus Bridwell, 1946
- Meishania Chen & Wang, 1980
- Melanispa Baly, 1858
- Melatia Reid, 1998
- Melindea Lefèvre, 1884
- Melinobius Jacoby, 1908
- Melinodea Jacoby, 1900
- Melitonoma Chevrolat, 1837
- Melittochlamys Monros, 1948
- Melixanthus Suffrian, 1854
- Mellesia Weise, 1902
- Mellipora Chûjô, 1965
- Meniellus Weise, 1903
- Menioporus Duvivier, 1891
- Menippus Clark, 1864
- Menius Chapuis, 1874
- Menudos Linzmeier & Konstantinov, 2020
- Meraaltica Scherer, 1962
- Merilia Lacordaire, 1848
- Meristata Strand, 1935
- Meristoides Laboissière, 1929
- Merobruchus Bridwell, 1946
- Meroda Baly, 1860
- Meroscalsis Spaeth, 1903
- Meseumolpites Ponomarenko, 1962
- Mesocolaspis Jacoby, 1908
- Mesocrepis Scherer, 1963
- Mesodera Jacoby, 1885
- Mesolpinus Kirejtshuk et al., 2015
- Mesomphalia Hope, 1839
- Mesopa Jacoby, 1903
- Mesopachymerus Poinar, 2005
- Mesoplatys Baly, 1875
- Mesotoma Jacoby, 1903
- Metachroma Chevrolat, 1836
- Metachroma Melsheimer, 1847
- Metacolaspis Horn, 1895
- Metacoryna Jacoby, 1888
- Metacycla Baly, 1861
- Metalepta Baly, 1861
- Metallactus Suffrian, 1866
- Metaparia Crotch, 1873
- Metastyla Chapuis, 1874
- Metaxyonycha Chevrolat, 1847
- Metazycera Chevrolat, 1836
- Metazyonycha Chevrolat, 1846
- Metopoceris Heinze, 1931
- Metopoedema Duvivier, 1891
- Metrioidea Fairmaire, 1881
- Metriona Weise, 1896
- Metrionella Spaeth, 1932
- Metriopepla Fairmaire, 1882
- Metrobrotica Bechyné, 1958
- Metrogaleruca Bechyné & Bechyné, 1969
- Metroserrapha Bechyné, 1958
- Mexicaspis Spaeth, 1936
- Micraenidea Laboissiere, 1933
- Micrantipha Blackburn, 1896
- Micraphthona Jacoby, 1900
- Micrepitrix
- Micrespera Chen Sicien & Wang, 1987
- Micrispa Gestro, 1897
- Microaletes Bechyné, 1954
- Microbrotica Jacoby, 1887
- Microcrepis Chen, 1933
- Microctenochira Spaeth, 1926
- Microdonacia Blackburn, 1893
- Microdonta Guérin-Ménéville, 1844
- Microeurydemus Pic, 1938
- Microexosoma Laboissière, 1931
- Microhermesia Jacoby, 1900
- Microlepta Jacoby, 1886
- Micromenius Pic, 1953
- Micromolpus Gressitt, 1969
- Microrhopala Baly, 1864
- Microrhopala Chevrolat, 1836
- Microrhopala Guérin-Ménéville, 1844
- Microscelida Clark, 1998
- Microsomus Bright, 2019
- Microsutrea Jacoby, 1894
- Microsyagrus Pic, 1952
- Microtheca Stål, 1860
- Miltina Chapuis, 1875
- Mimagetocera Maulik, 1936
- Mimastra Baly, 1865
- Mimastracella Jacoby, 1903
- Mimastroides Jacoby, 1893
- Mimastrosoma Medvedev, 2004
- Mimocaryedon Decelle, 1968
- Mimoethispa Pic, 1927
- Mimolema Pic, 1921
- Mimosestes Bridwell, 1946
- Mindana Allard, 1889
- Mindella Medvedev, 1995
- Mindorina Laboissière, 1940
- Minota Kutschera, 1859
- Minotula Weise, 1924
- Miocalaspis Weise, 1899
- Miopristis Lacordaire, 1848
- Miraces Jacoby, 1888
- Mireditha Reitter, 1912
- Miritius Bechyné & Springlová de Bechyné, 1965
- Mistika Mohamedsaid, 2001
- Mniophila Stephens, 1831
- Mniophilosoma Wollaston, 1854
- Momaea Baly, 1865
- Mombasa Fairmaire, 1884
- Monagonia Uhmann, 1931
- Monardiella Pic, 1940
- Monobidia
- Monocampta Motschoulsky, 1860
- Monocesta H.Clark, 1865
- Monocestoides Duvivier, 1891
- Monocida Jacoby, 1899
- Monodaltica Bechyné, 1955
- Monolepta Chevrolat, 1837
- Monolepta Erichson, 1843
- Monoleptinia Laboissière, 1932
- Monoleptocrania Laboissière, 1940
- Monoleptoides Wagner, 2011
- Monomacra Chevrolat, 1836
- Monomacra Klug, 1850
- Monoplatus Clark, 1860
- Monoxia J.L.LeConte, 1865
- Monrosicassis Viana, 1964
- Monrosiella Bechyne, 1945
- Monrosolopha Erber & Medvedev, 2002
- Montiaphthona Scherer, 1961
- Montrouzierella Jolivet, Verma & Mille, 2007
- Morokasia Jacoby, 1905
- Morphosphaera Baly, 1861
- Morphosphaeroides Jacoby, 1903
- Morylus Jacoby, 1887
- Mouhotina Lefèvre, 1885
- Munina Chen, 1976
- Murimolpus Bechyne, 1950
- Myochrous Erichson, 1847
- Myrcina Chapuis, 1875
- Myrcinoides Jacoby, 1894
- Myrmeconycha Konstantinov & Tishechkin, 2017
- Nabathaea Spaeth, 1911
- Nadrana Baly, 1865
- Nakanaia Gressitt, 1969
- Nakania Gressitt, 1969
- Nancita Allard, 1889
- Nancredis Gozis, 1881
- Nankus Chen, 1933
- Nanocthispa Monrós & Viana, 1947
- Nanomela Leschen, Reid & Nadein, 2020
- Narichona Kirsch, 1883
- Nasidia Harold, 1876
- Nasigona Jacoby, 1902
- Navanites Bechyne, 1950
- Nebraspis Spaeth, 1913
- Neculla Baly, 1863
- Neltumius Bridwell, 1946
- Neoacanthobioides Bechyné, 1976
- Neoatysa Abdullah & Qureshi, 1968
- Neobarombiella Bolz & Wagner, 2012
- Neoblepharella Özdikmen, 2008
- Neobrotica Jacoby, 1887
- Neobruchidius Johnson & Romero-Napoles, 2006
- Neocacoscelis Bechyne, 1968
- Neochalcoplacis Bechyné, 1950
- Neochlamisus Karren, 1972
- Neochlamys Jacoby, 1882
- Neochya Lee, 2020
- Neocles Chapuis, 1874
- Neoclitena Abdullah & Qureshi, 1968
- Neocloides Jacoby, 1898
- Neocrepidodera Heikertinger, 1911
- Neodera Duvivier, 1891
- Neodiaphanops Blackburn, 1899
- Neodiphaulaca Bechyné, 1975
- Neodrana Jacoby, 1886
- Neogalerucella Chûjô, 1962
- Neohaemonia Székessy, 1941
- Neoiphimeis Bechyne, 1954
- Neolaetana Laboissière, 1921
- Neolema Monrós, 1951
- Neolepta Jacoby, 1884
- Neolochmaea Laboissière, 1939
- Neolochmea Laboissière, 1939
- Neolycaria Abdullah & Qureshi, 1969
- Neomahutia Laboissière, 1936
- Neophaedon Jakobson, 1901
- Neophaestus Hincks, 1949
- Neophysimerus Bechyne, 1997
- Neopotanina Abdullah & Qureshi, 1969
- Neopraea Jacoby, 1885
- Neorthana Medvedev, 1996
- Neorthella Medvedev, 2010
- Neorupilia Blackburn, 1889
- Neosastra Abdullah & Qureshi, 1968
- Neosphaeroderma Savini & Furth, 2001
- Neothona Bechyné, 1955
- Neovianaeta Bechyné, 1954
- Nepalicrepis Scherer, 1969
- Nepalogaleruca Kimoto, 1970
- Nepalolepta Medvedev, 1992
- Nephiusus Jacoby, 1892
- Nephrella Baly, 1863
- Nephrica Harold, 1877
- Nerissela Jacoby, 1904
- Nerissidius Weise, 1895
- Nerissus Chapuis, 1874
- Nesaecrepida Blake, 1964
- Nesohispa Maulik, 1913
- Nestinus Clark, 1865
- Niasia Jacoby, 1889
- Nicaltica Konstantinov, Chamorro-Lacayo & Savini, 2009
- Nilgiraspis Spaeth, 1932
- Nirina Weise, 1892
- Nirinoides Jacoby, 1903
- Nisotra Baly, 1864
- Noda
- Nodina Motschoulsky, 1858
- Nodocolaspis Bechyne, 1950
- Nodonota Lefèvre, 1885
- Nodonotopsis Bechyne, 1950
- Nodostella Jacoby, 1908
- Nodostonopa Jacoby, 1901
- Nonarthra Baly, 1862
- Nonispa Maulik, 1933
- Noriaia Bechyné, 1954
- Normaltica Konstantinov, 2002
- Nossioecus Harold, 1877
- Notomela Jacoby, 1899
- Notonicea Hincks, 1949
- Notosacantha Blanchard, 1845
- Notosacantha Chevrolat, 1836
- Nototrichaspis Hincks, 1949
- Notoxolepra Medvedev, 2004
- Notozona Chevrolat, 1836
- Novacastria Selman, 1983
- Novascuta Özdikmen, 2008
- Novofoudrasia Jacobson, 1901
- Ntaolaltica Biondi & D'Alessandro, 2013
- Nuzonia Spaeth, 1912
- Nycterodina Bechyné, 1951
- Nycteronychis Bechyné, 1955
- Nyctiphantus Semenov, 1903
- Nyctiplanctus Blake, 1963
- Nympharescus Weise, 1905
- Nymphius Weise, 1900
- Nzerekorena Bechyné, 1955
- Obelistes Lefèvre, 1885
- Ochrosis Foudras, 1860
- Ocnida Lefèvre, 1885
- Ocnoscelis Erichson, 1847
- Ocnosispa Weise, 1910
- Octhispa Chapuis, 1877
- Octocladiscus Thomson, 1856
- Octodonta Chapuis, 1875
- Octogonotes Drapiez, 1819
- Octotoma Chevrolat, 1837
- Octotoma Dejean, 1836
- Octotoma Guérin-Ménéville, 1844
- Octuroplata Uhmann, 1940
- Odontiomorpha Jacoby, 1900
- Odontionopa Chevrolat, 1837
- Odontispa Uhmann, 1940
- Odontoedon Ge & Daccordi, 2013
- Odontota Chevrolat, 1836
- Odontota Mannerheim, 1843
- Oedionychis Latreille, 1829
- Oedionychus Berthold, 1927
- Oediopalpa Baly, 1858
- Ogdoecosta Spaeth, 1909
- Ogloblinia Csiki, 1939
- Oides Weber, 1801
- Oidomorpha Laboissière, 1924
- Oidosoma Quedenfeldt, 1891
- Oligobruchus Kingsolver, 1965
- Oligocassida Theobald, 1937
- Olorus Chapuis, 1874
- Omaspides Boheman, 1850
- Omaspides Chevrolat, 1836
- Omeiana Chen, 1934
- Omeisphaera Chen & Zia, 1974
- Omocerus Chevrolat, 1835
- Omophoita Chevrolat, 1836
- Omoteina Chevrolat, 1836
- Omototus Clark, 1860
- Omotus Chevrolat, 1837
- Onchocephala Guérin-Ménéville, 1844
- Oncocephala Agassiz, 1846
- Oocassida Weise, 1897
- Oomela Lea, 1916
- Oomorphoides Monros, 1956
- Oomorphus Curtis, 1831
- Oorlogia Silfverberg, 1978
- Oorologia Silferberg, 1978
- Oosagitta Kortenhaus & Wagner, 2013
- Ootheca Chapuis, 1875
- Oothecoides Kortenhaus & Wagner, 2011
- Opacinota E.Riley, 1986
- Ophraea Jacoby, 1886
- Ophraella Wilcox, 1965
- Ophrida Chapuis, 1875
- Opisthopygme Blackburn, 1896
- Oposispa Uhmann, 1939
- Orbispa Staines & Zamorano, 2012
- Oreina Chevrolat, 1837
- Oreinodera Bechyné & Springlová de Bechyné, 1963
- Oreomela Jacobson, 1895
- Oreothassa Jacobson, 1900
- Orestia Chevrolat, 1836
- Orestia Germar, 1845
- Orexita Spaeth, 1911
- Orisaltata Prathapan & Konstantinov, 2006
- Ornithognathus Thomson, 1858
- Orobiocassis Spaeth, 1934
- Orodes Jacoby, 1891
- Oroetes Jacoby, 1888
- Orthaltica Crotch, 1873
- Orthaulexis Gressitt, 1945
- Orthocrepis Weise, 1888
- Ortholema Heinze, 1943
- Orthoneolepta Hazmi & Wagner, 2013
- Orthoxia Clark, 1865
- Orthoxioides Laboissiere, 1922
- Oryctoscirtetes Scudder, 1876
- Osnaparis
- Otilea Lefèvre, 1877
- Otiocephala Lefevre, 1872
- Otiothraea Warchalowski, 1990
- Otjosondia Medvedev, 1969
- Oulema Des Gozis, 1886
- Ovamela Fairmaire, 1887
- Ovotispa Medvedev, 1992
- Oxycephala Guérin-Méneville, 1838
- Oxychalepus Uhmann, 1937
- Oxygona Erichson, 1848
- Oxylepus Desbrochers, 1884
- Oxylepus Loges, 1884
- Oxyroplata Uhmann, 1940
- Oyarzuna Bechyne, 1950
- Pachneophorus
- Pachnephoptrus Reitter, 1892
- Pachnephoriscus Lopatin, 1976
- Pachnephorus Chevrolat, 1837
- Pachnephorus Küster, 1846
- Pachybrachis Chevrolat, 1836
- Pachybrachis Faldermann, 1837
- Pachylanka Medvedev, 1989
- Pachymerus Thunberg, 1805
- Pachyonychis H.Clark, 1860
- Pachyonychus Chevrolat, 1837
- Pachyonychus Crotch, 1873
- Pachyonychus F.E.Melsheimer, 1847
- Pachytomellina Hincks, 1949
- Pagellia Lefèvre, 1885
- Pagria Lefèvre, 1884
- Pagriella Medvedev, 1993
- Palaeoacanthoscelides Borowiec, 1985
- Palaeomela Daccordi, 1996
- Palaeophylia Jacoby, 1903
- Palaeosastra Jacoby, 1906
- Paleoacanthoscelides Borowiec, 1985
- Paleobruchidius Egorov, 1989
- Paleomolpus Nadein, 2015
- Paleophaedon Nadein, 2010
- Paleosastra
- Paleosepharia Laboissière, 1936
- Pales Chevrolat, 1837
- Palimbola Weise, 1901
- Pallasiola Jacobson, 1925
- Pallena Chapuis, 1874
- Palmaraltica Bechyne, 1959
- Palmaria Bechyné, 1956
- Palmispa Gressitt, 1960
- Palpaenidea Laboissière, 1933
- Palpibruchus Borowiec, 1987
- Palpoda Erichson, 1847
- Palpoxena Baly, 1861
- Panafrolepta Mertgen & Wagner, 2006
- Panchrestus Clark, 1860
- Pandona Chevrolat, 1847
- Panilurus Jacoby, 1904
- Paolaltica Biondi, 2014
- Papuania Jacoby, 1906
- Papulema Gressitt, 1965
- Parabrotica Bechyné, 1961
- Paracacoscelis Bechyné & Springlová de Bechyné, 1961
- Paracassida Haupt, 1956
- Parachalcoplacis Bechyné, 1950
- Parachirida Hincks, 1952
- Paraclitena Medvedev, 1972
- Paraclytra Medvedev, 1971
- Paracoenobius Lopatin, 1996
- Paracrothinium Chen, 1940
- Parademotina Bryant & Gressitt, 1957
- Paradibolia Baly, 1875
- Parageina Laboissière, 1936
- Paragetocera Laboissière, 1929
- Paraivongius Pic, 1936
- Paralactica Bechyné, 1961
- Paralacticoides Bechyné, 1977
- Paralina
- Paraluperodes
- Paramerista Lopatin, 2011
- Paramesopa Medvedev, 1984
- Paraminota Scherer, 1989
- Paraminotella Doeberl & Konstantinov, 2003
- Paranaita Bechyné, 1955
- Paranapiacaba J.Bechyné, 1958
- Paraneolepta Hazmi & Wagner, 2013
- Paranoides Vachon, 1976
- Paranota Monrós & Viana, 1949
- Parantipa Medvedev, 1975
- Parantongila Laboissière, 1932
- Paraphthona Medvedev, 2009
- Paraplotes Laboissière, 1933
- Parapophylia Laboissière, 1922
- Parargopus Chen, 1939
- Parasbecesta Laboissière, 1940
- Parascela Baly, 1878
- Paraselenis Spaeth, 1913
- Paraspitiella Chen & Jiang, 1981
- Parastetha Baly, 1879
- Parasulcobruchus Anton, 1999
- Parasutra Medvedev, 1994
- Parasyphraea Bechyné, 1959
- Parategyrius Kimoto & Gressitt, 1966
- Parathrylea Duvivier, 1892
- Paratonfania Medvedev, 1993
- Paratorquispa Borowiec, Świętojańska & Sekerka, 2019
- Paratriarius Schaeffer, 1906
- Paratrikona Spaeth, 1923
- Paraulaca Ogloblin, 1936
- Paraurodera Moldenke, 1981
- Paraxenoda Mohamedsaid, 1999
- Parazipangia Ohno, 1965
- Parchicola J.Bechyné & B.Springlová de Bechyné, 1975
- Parecynovia Bechyné, 1958
- Parentispa Sekerka, 2014
- Parexosoma Laboissière, 1932
- Parheminodes Chen, 1940
- Parhespera Chen, 1932
- Paria J.L.LeConte, 1858
- gen. Paridea Paridea Baly, 1886
- gen. Semacia Semacia
- Parimatidium Spaeth, 1938
- Parlina Motschoulsky, 1866
- Parnops Jacobson, 1894
- Paroipsis
- Parophrida Chen, 1934
- Paropsiderma Bechyné, 1958
- Paropsides Motschoulsky, 1860
- Paropsimorpha Lhoste, 1934
- Paropsis Olivier, 1807
- Paropsisterna Motschulsky, 1860
- Parorectis Spaeth, 1901
- Parospsis
- Parvispa Uhmann, 1940
- Pataya Bechyne, 1946
- Pathius Aslam, 1968
- Paumomua Jacoby, 1905
- Pausiris Chapuis, 1874
- Pectinibruchus Kingsolver, 1967
- Pedethma Weise, 1923
- Pedilia Clark, 1865
- Peltobothrus Enderlein, 1912
- Penghou
- Peniticus Sharp, 1876
- Pentamesa Harold, 1876
- Penthobruchus Kingsolver, 1973
- Pentispa Chapuis, 1875
- Pepila Weise, 1923
- Peploptera Lacordaire, 1848
- Percolaspis Bechyné, 1957
- Perichilona Weise, 1919
- Periclitena Weise, 1902
- Periparia Bechyné, 1951
- Peronycha Weise, 1909
- Phaedon Dahl, 1828
- Phaedon Dajl, 1823
- Phaedon Latreille, 1829
- Phaedon Megerle von Mühlfeld, 1823
- Phaedonia Weise, 1898
- Phaedroides Lefèvre, 1885
- Phaedromus Clark, 1860
- Phaelota Jacoby, 1887
- Phainodina Gressitt, 1969
- Phanaeta Lefèvre, 1878
- Pharangispa Maulik, 1929
- Phascus Lefèvre, 1884
- Pheloticus Harold, 1877
- Phenrica Bechyné, 1957
- Phidodontina Uhmann, 1938
- Philastra Medvedev, 1995
- Philhydronopa Weise, 1901
- Philippimolpus Monrós, 1952
- Philocalis Boisduval, 1835
- Philodonta Weise, 1904
- Philogeus Jacoby, 1887
- Philopona Weise, 1903
- Philostogya Weise, 1929
- Phloeonemites Wickham, 1912
- Phola Weise, 1890
- Phortus Weise, 1899
- Phratora Chevrolat, 1836
- Phratora Faldermann, 1837
- Phrynocepha Baly, 1861
- Phydanis Horn, 1889
- Phygasia Baly, 1876
- Phygasia Chevrolat, 1836
- Phygasoma Jacoby, 1898
- Phylacticus Clark, 1860
- Phyllecthris Chapuis, 1875
- Phyllecthris Dejean, 1836
- Phyllobrotica Chevrolat, 1836
- Phyllobrotica Dejean, 1836
- Phyllobrotica Redtenbacher, 1844
- Phyllobroticella Jacoby, 1894
- Phyllocharis Dalman, 1824
- Phyllocleptis Weise, 1913
- gen. Phvllodecta Phvllodecta
- Phyllotreta Blanchard, 1845
- Phyllotreta Chevrolat, 1836
- Phyllotrupes Hope, 1840
- Physimerus Clark, 1860
- Physocoryna Guérin-Méneville, 1844
- Physodactyla Chapuis, 1875
- Physoma Chapuis, 1875
- Physomandroya Bechyné, 1959
- Physonota Boheman, 1854
- Physonychis Clark, 1860
- Physosmaragdina Medvedev, 1971
- Phytodectella Cantonnet, 1968
- Phytodectoidea Spaeth, 1909
- Phytoparia Bechyné, 1957
- Phytorellus Medvedev & Moseyko, 2002
- Phytorus Jacoby, 1884
- Phytospinthera Monros & Bechyne, 1956
- Pilacolaspis Sharp, 1886
- Pilemostoma Desbrochers, 1891
- Pilemostoma Loges, 1891
- Pimentelia Laboissière, 1939
- Piobuckia Bechyné, 1956
- Piomera Baly, 1863
- Pistosia Weise, 1905
- Pixis Chevrolat, 1843
- Plagiasma Weise, 1903
- Plagiodera Chevrolat, 1836
- Plagiodes
- Plagiomada Biondi & Daccordi, 1998
- Plagiometriona Spaeth, 1899
- Plagiosterna Motschulsky, 1860
- Planagetes Chevrolat, 1843
- Plastonothus Lefèvre, 1884
- Plateumaris Thomson, 1859
- Platiprosopus Chevrolat, 1834
- Platocthispa Uhmann, 1939
- Platyauchenia Sturm, 1843
- Platybrotica Cabrera & Walsh, 2004
- Platycepha Baly, 1878
- Platycolaspis Jacoby, 1908
- Platycorynus Chevrolat, 1841
- Platycycla Boheman, 1854
- Platymela Baly, 1856
- Platymorpha Jacoby, 1888
- Platynocera Blanchard, 1846
- Platyphora Gistel, 1857
- Platypria Guérin-Méneville, 1840
- Platysphaera Medvedev, 2001
- Platysphaerina Medvedev, 2009
- Platyxantha Baly, 1864
- Platyxanthoides Laboissière, 1933
- Plaumannita Bechyné, 1954
- Plecophthalma Medvedev & Regalin, 1997
- Plectonycha Lacordaire, 1845
- Plectrotetra Baly, 1862
- Plectrotetrophanes Wickham, 1914
- Pleomorphus Chapuis, 1874
- Pleronexis Weise, 1908
- Plesispa Chapuis, 1875
- Plesistia Maulik, 1929
- Pleuraltica Sharp, 1886
- Pleurasphaera Bechyné, 1958
- Pleurispa Weise, 1902
- Pleurochroma Clark, 1860
- Pnesthes Lacordaire, 1848
- Podagrica Chevrolat, 1837
- Podagricella Chen, 1933
- Podagricina Csiki, 1940
- Podagricomela Heikertinger, 1924
- Podagrixena Bechyne, 1968
- Podaltica Bechyné & Springlová de Bechyné, 1963
- Podocolaspis Bechyné, 1953
- Podontia Dalman, 1824
- Podoxenus Lefèvre, 1877
- Poecilaspidella Spaeth, 1913
- Poecilocera Schaeffer, 1919
- Poecilomorpha
- Polexima Weise, 1903
- Polyachus Chapuis, 1875
- Polychalca Chevrolat, 1836
- Polychalma Barber & Bridwell, 1940
- Polyclada Chevrolat, 1833
- Polyconia Weise, 1905
- Polyoptilis Germar, 1848
- Polyoptilus Germar, 1848
- Polysastra Shute, 1983
- Poneridia Weise, 1908
- Porechontes Blake, 1966
- Poropteromela Lea, 1916
- Porphytoma Jacoby, 1903
- Potamobrotica Blake, 1966
- Potaninia Weise, 1889
- Prasocuris Latreille, 1802
- Prasona Baly, 1861
- Prasonotus Suffrian, 1859
- Prasyptera Baly, 1878
- Prathapanius Viswajyothi & Clark, 2020
- Pratima Maulik, 1931
- Priapina Jacoby, 1887
- Primulavorus Konstantinov & Ruan, 2017
- Priobolia Chen Sicien & Wang Shuyong, 1987
- Prionispa Chapuis, 1875
- Prionodera Chevrolat, 1837
- Prionodera Erichson, 1847
- Prionoderita Flowers, 2004
- Priostomus Jacoby, 1884
- Probaenia Weise, 1904
- Procalus Clark, 1865
- Prochaetocnema Wickham, 1914
- Procrisina Aslam, 1967
- Proctophana Lacordaire, 1848
- Proegmana
- Proegmena Weise, 1889
- Profebra Samuelson, 1967
- Profidia Gressitt, 1963
- Proliniscus Selman, 1965
- Promechus Boisduval, 1835
- Promecispa Weise, 1909
- Promecosoma Lefèvre, 1877
- Promecotheca Blanchard, 1853
- Promecotheca Guérin-Ménéville, 1840
- Propiasus Csiki, 1939
- Propsis
- Proseicela Chevrolat, 1837
- Proseicela Erichson, 1847
- Prosmidia Weise, 1902
- Prosopodonta Baly, 1858
- Prosplecestha Weise, 1921
- Protanisodera Quiel, 1909
- Protinocephalus Reineck, 1913
- Protocaryopemon Borowiec, 1987
- Protoclytra Weise, 1905
- Protocoelocrania Laboissière, 1931
- Protoleptonyx Laboissière, 1932
- Protophysus Chevrolat, 1837
- Protopsilapha Bechyné & Springlova de Bechyné, 1973
- Protoscelis Medvedev, 1968
- Protosceloides Medvedev, 1968
- Prototrigona Chevrolat, 1837
- Prypnocolaspis Lea, 1915
- Psalidoma Spaeth, 1899
- Psathyrocerus Blanchard, 1851
- Pseudabirus Fairmaire, 1897
- Pseudadimonia Duvivier, 1891
- Pseudadorium Fairmaire, 1885
- Pseudaenidea Laboissière, 1938
- Pseudandroya Spaeth, 1952
- Pseudaoria Jacoby, 1908
- Pseudaphilenia Lopatin, 1976
- Pseudaphthona Jacoby, 1903
- Pseudaplosonyx Duvivier, 1884
- Pseudapophylia Jacoby, 1903
- Pseudargopus Chen, 1934
- Pseudedusea Jacoby, 1898
- Pseudespera Chen Sicien, Wang Shuyong & Jiang Shengqiao, 1985
- Pseudeugonotes Jacoby, 1899
- Pseudeustetha Jacoby, 1900
- Pseudikopista Laboissière, 1932
- Pseudimatidium Aslam, 1966
- Pseudispa Chapuis, 1875
- Pseudispella Kraatz, 1895
- Pseudivongius Jacoby, 1897
- Pseudocalaspidea Jacobson, 1899
- Pseudocallispa Uhmann, 1931
- Pseudochlamys Lacordaire, 1848
- Pseudochoris Jacoby, 1890
- Pseudoclytra Jacoby, 1908
- Pseudocneorane Medvedev & Romantsov, 2012
- Pseudocolaspis Laporte, 1833
- Pseudocolaspoides Medvedev, 2005
- Pseudocophora Jacoby, 1889
- Pseudocrepidosoma Medvedev, 1966
- Pseudocrioceris Pic, 1916
- Pseudocrypta Medvedev, 1996
- Pseudoctenochira Spaeth, 1926
- Pseudocyanopterus van Achterberg, Cao & Yang, 2020
- Pseudodera Baly, 1861
- Pseudodiabrotica Jacoby, 1892
- Pseudodibolia Jacoby, 1891
- Pseudodisonycha Blake, 1954
- Pseudogona Jacoby, 1885
- Pseudoides Jacoby, 1892
- Pseudolachnaia Medvedev, 1970
- Pseudolampis Horn, 1889
- Pseudolampsis Horn, 1889
- Pseudolepis Medvedev & Zoia, 2001
- Pseudoliprus Chûjô & Kimoto, 1960
- Pseudolognatha Jacoby, 1903
- Pseudolopha Medvedev & Regalin, 1998
- Pseudolpus Jacoby, 1884
- Pseudoluperus Beller & Hatch, 1932
- Pseudolychnophaes Achard, 1914
- Pseudomalaxia Laboissière, 1926
- Pseudomalegia Jacoby, 1897
- Pseudomegamerus Medvedev, 1968
- Pseudometaxis Jacoby, 1900
- Pseudonisotra Bechyne, 1968
- Pseudopachymerina Zacher, 1952
- Pseudophygasia Biondi & D'Alessandro, 2013
- Pseudopiomera Jacoby, 1892
- Pseudorthygia Csiki, 1940
- Pseudorupilia Jacoby, 1893
- Pseudoscelida Jacoby, 1894
- Pseudosepharia Laboissière, 1936
- Pseudoshaira Beenen, 2007
- Pseudosilpnaspis Borowiec, 2000
- Pseudostenophyma Furth, 2010
- Pseudostilpnaspis Borowiec, 2000
- Pseudostola Fairmaire, 1900
- Pseudostonopa Jacoby, 1903
- Pseudosyagrus Fairmaire, 1886
- Pseudotheopea Lee & Bezdek, 2020
- Pseudotoxotus Blackburn, 1889
- Pseudoxanthus Zoia, 2010
- Psilapha Clark, 1864
- Psylliodes Berthold, 1827
- Psylliodes Latreille, 1829
- Psyllioides
- Psylloides
- Psyllototus Nadein, 2010
- Pteleon Jacoby, 1888
- Pterodunga Daccordi, 2000
- Pterophthinus Gressitt & Kimoto, 1963
- Ptocadica Harold, 1876
- Pubibrotica Medvedev, 2002
- Pubicolaspis Bechyné, 1954
- Pycnophthalma Maulik, 1929
- Pydaristes Harold, 1875
- Pyesia Clark, 1865
- Pygiopachymerus Pic, 1911
- Pygmaeoborus Bright, 2019
- Pygobruchidius Pic, 1951
- Pygocolaspis Bechyné, 1950
- Pygomolpus Bechyne, 1950
- Pygospermophagus Pic, 1917
- Pyropida Baly, 1862
- Pyrrhalta Joannis, 1865
- Pyxidaltica Bechyné, 1956
- Rachicephala Blake, 1966
- Raphidiopalpa
- Resistenciana Bechyné, 1956
- Rhabdocolaspis Bechyné, 1953
- Rhabdopterus Lefèvre, 1877
- Rhabdotohispa Maulik, 1913
- Rhacocassis Spaeth, 1904
- Rhadinosa Weise, 1905
- Rhaebosterna Weise, 1917
- Rhaebus Fischer, 1824
- Rhembastichus Weise, 1908
- Rhembastus Harold, 1877
- Rhembivongius Bechyné, 1964
- Rhinobolus Blackburn, 1889
- Rhinotmetus Clark, 1860
- Rhipibruchus Bridwell, 1932
- Rhoia Spaeth, 1913
- Rhombosternus Suffrian, 1859
- Rhoptrispa Chen & Tan, 1965
- Rhynchasphaera Bechyné, 1955
- Rhynchomolpus Gressitt, 1969
- Rhyparida Baly, 1861
- Rhyparidella Gressitt, 1969
- Rhyparidula Weise, 1910
- Rhypetra Baly, 1875
- Rhytidocassis Spaeth, 1941
- Richmondia Jacoby, 1898
- Rohania Laboissiére, 1921
- Rohaniella Laboissière, 1940
- Roicus Clark, 1860
- Romanita Bechyné, 1958
- Rosalactica Bechyné & Springlova-Bechyné, 1977
- Rosiroia Bechyne, 1950
- Rubrarcastes Hazmi & Wagner, 2010
- Rudebeckiana Bechyné, 1959
- Ruffoita Bechyné
- Rupilia Clark, 1864
- Ruwenzoria Laboissière, 1920
- Sagra Fabricius, 1792
- Sahantaha Bechyne, 1947
- Sakaramya Bechyné, 1952
- Salaminia Heller, 1898
- Salviabruchus Decelle, 1982
- Samoria Silfverberg, 1982
- Samuelsonia Jolivet, Verma & Mille, 2007
- Sanariana Bechyné, 1955
- Sanckia Duvivier, 1891
- Sandrahanta Bechyne, 1964
- Sangariola Jacobson, 1922
- Saperoderma
- Sarawakiola Mohamedsaid, 1997
- Sardoides Jacoby, 1895
- Sarum Selman, 1965
- Sastra Baly, 1865
- Sastracella Jacoby, 1900
- Sastroides Jacoby, 1884
- Saudiclytra Medvedev, El-Torkey & Al Dhafer, 2014
- Saulaspis Spaeth, 1913
- Saxinis Lacordaire, 1848
- Saxinodachrys Moldenke, 1970
- Scaeocassis Spaeth, 1913
- Scaphodius Chapuis, 1874
- Scelida Chapuis, 1875
- Scelidacne Clark, 1998
- Scelidopsis Jacoby, 1888
- Scelodonta Westwood, 1838
- Scelodontina Medvedev, 1979
- Sceloenopla Chevrolat, 1836
- Sceloenopla Dejean, 1835
- Scelolanka Medvedev, 1974
- Scelolyperus Crotch, 1874
- Schematiza Chevrolat, 1837
- Schematizella Jacoby, 1888
- Schenklingia Heikertinger & Csiki, 1940
- Schereria Medvedev, 1984
- Schizonoda Bechyne, 1950
- Schizosternus Chapuis, 1876
- Scleodonta
- Sclerophaedon Weise, 1882
- Scotosus Fairmaire, 1901
- Scrophoomorphus Medvedev, 1968
- Scruptoluperus Laboissière, 1926
- Scutobruchus Kingsolver, 1968
- Sebaethiella Medvedev, 1993
- Sebaethoides Chen, 1934
- Sedlacekia Gressitt, 1969
- Semelvillea Reid, 1991
- Seminabathea Borowiec, 1994
- Semmiona Fairmaire, 1885
- Sennius Bridwell, 1946
- Sericopus Medvedev, 2005
- Sermylassa Reitter, 1912
- Sermyloides Jacoby, 1884
- Serraphula Jacoby, 1897
- Serratispa Staines, 2002
- Serratobruchidius Yus Ramos, 2013
- Serrinotus Tang, 1992
- Sesquiphaera Bechyné, 1958
- Sesselia Laboissière, 1931
- Setsaltica Samuelson, 1971
- Seychellaltica Biondi, 2002
- Shaira Maulik, 1936
- Shairella Chûjô, 1962
- Shairoidea Beenen, 2013
- Shamshera Maulik, 1936
- Shensia Chen, 1964
- Shungwayana Silfverberg, 1975
- Sibotes Lefèvre, 1885
- Sidfaya Blake, 1964
- Siemssenius Weise, 1922
- Sigrisma Fairmaire, 1888
- Sikkimia Duvivier, 1891
- Silana Spaeth, 1914
- Simaethea Baly, 1865
- Simopsis Blake, 1966
- Sinaltica Chen, 1939
- Sinispa Uhmann, 1938
- Sinocrepis Chen, 1933
- Sinoluperoides Kimoto, 1989
- Sinoluperus Gressitt & Kimoto, 1963
- Sinosphaera
- Sittacella Weise, 1923
- Sjoestedtinia Weise, 1910
- Smaragdina Chevrolat, 1836
- Smaragdina Dejean, 1836
- Smaragdina Faldermann, 1837
- Smeia Lacordaire, 1848
- Smeringaspis Spaeth, 1924
- Socorroita Bechyné, 1956
- Solenispa Weise, 1905
- Sominella Jacobson, 1908
- Sonchia Weise, 1902
- Sonyadora Bechyné, 1958
- Sophraena Baly, 1865
- Sophraenella Jacoby, 1905
- Sosibiella Jacoby, 1896
- Spaethaspis Hincks, 1952
- Spaethiella Barber & Bridwell, 1940
- Spaethispa Uhmann, 1939
- Sparnus Clark, 1860
- Spartomena Reitter, 1912
- Spatulobruchus Borowiec, 1987
- Speciomerus Nilsson, 1993
- Specularius Bridwell, 1938
- Spermophagus Schönherr, 1833
- Sphaeratrix Gistl, 1848
- Sphaerochabria Medvedev, 1999
- Sphaerocharis Lacordaire, 1848
- Sphaeroderma Stephens, 1831
- Sphaerodermella Ogloblin, 1930
- Sphaerolina Baly, 1871
- Sphaerometopa Chevrolat, 1837
- Sphaerophrida Chen, 1934
- Sphaerophysa Baly, 1876
- Sphaeropis Lefèvre, 1876
- Sphaeropleura Jacoby, 1887
- Sphaerostola Fairmaire, 1903
- Sphaerotritoma Arrow, 1943
- Sphenocassis Spaeth, 1911
- Sphenoraia Clark, 1865
- Sphenorella Medvedev & Sprecher-Uebersax, 1998
- Spilocephalus Jacoby, 1888
- Spilonotella Cockerell, 1905
- Spilophora Boheman, 1850
- Spilopyra Baly, 1860
- Spintherophyta Dejean, 1836
- Spintherophyta Lefèvre, 1875
- Spitiella Laboissière, 1931
- Squamispa Maulik, 1928
- Stasimus Baly, 1863
- Stator Bridwell, 1946
- Stegnaspea Baly, 1877
- Stegnea Baly, 1879
- Stegnocephala Baly, 1877
- Stenaspidiotus Poinar, 2013
- Stenellina Cockerell, 1905
- Stenispa Baly, 1858
- Stenolampra Baly, 1859
- Stenoluperus Ogloblin, 1936
- Stenomela Erichson, 1847
- Stenophyma Baly, 1877
- Stenoplatys Baly, 1861
- Stenopodius Horn, 1883
- Stephanispa Gressitt, 1960
- Stereoma Lacordaire, 1848
- Stereonoda Bechyné, 1951
- Sterneurus Lefèvre, 1875
- Sternocolaspis Bechyne, 1950
- Sternocthispa Uhmann, 1938
- Sternoglossus Suffrian, 1866
- Sternoplatys Motschulsky, 1860
- Sternoplispa Uhmann, 1940
- Sternostena Weise, 1910
- Sternostenoides Monrós & Viana, 1947
- Sterromela Weise, 1915
- Stethispa Baly, 1864
- Stethopachys Baly, 1860
- Stethotes Baly, 1867
- Stevenaltica Konstantinov, Linzmeier & Savini, 2014
- Stictocema Jacoby, 1906
- Stilodes Chevrolat, 1843
- Stilpnaspis Weise, 1905
- Stizomolpus Gressitt, 1969
- Stoiba Spaeth, 1909
- Stolas Billberg, 1820
- Strabala Chevrolat, 1836
- Strichosa Chevrolat, 1843
- Striganovia Medvedev, 2002
- Strobiderus Jacoby, 1884
- Strongylocassis Hincks, 1950
- Strumatea Baly, 1886
- Strumatophyma Baly, 1871
- Stuckenbergiana Scherer, 1963
- Stygnobia Weise, 1922
- Stylantheus Bridwell, 1946
- Stylomolpus Bechyné, 1953
- Stylosomus Suffrian, 1848
- Styrepitrix Bechyné & Springlová de Bechyné, 1963
- Succinispa Nadein, 2015
- Succinoomorphus Bukejs & Nadein, 2015
- Sucinagonia Uhmann, 1939
- Sucinolivolia
- Sucinolivolia Bukejs, Biondi & Alekseev, 2015
- Suetes Jacoby, 1891
- Sumatrahaltica Döberl, 2007
- Sumatrasia Jacoby, 1884
- Sumitrosis Butte, 1969
- Susteraia Bechyne, 1950
- Sutrea Baly, 1876
- Swargia Maulik, 1936
- Syagrus Chapuis, 1874
- Sybriacosoma Jacoby, 1895
- Sybriacus Harold, 1877
- Synbrotica Bechyné, 1956
- Syneta Dejean, 1835
- Syneta Eschscholtz, 1843
- Synetocephalus Fall, 1910
- Syngambria Spaeth, 1911
- Synodita Chapuis, 1875
- Syphaxia Baly, 1866
- Syphraea Baly, 1876
- Syphrea Baly, 1876
- Syricta Baly, 1865
- Systena Chevrolat, 1836
- Systena Melsheimer, 1847
- Taenala Silfverberg, 1978
- Taimbezinhia Bechyné, 1954
- Taimyraltica Nadein, 2017
- Taipinus Lopatin, 2007
- Taiwanaenidea Kimoto, 1984
- Taiwanohespera Kimoto, 1970
- Taiwanolepta Kimoto, 1989
- Taiwanoliprus Komiya, 2006
- Taiwanorestia Kimoto, 1991
- Taiwanoshaira Lee & Beenen, 2020
- Taizonia Chen, 1934
- Talurus Lefèvre, 1889
- Tamdaoana Medvedev, 2009
- Tanybria Selman, 1964
- Taophila Heller, 1916
- Taphina Duvivier, 1885
- Taphinellina Maulik, 1936
- Taphioporus Moseyko & Kirejtshuk, 2013
- Tapinaspis Spaeth, 1936
- Tappesia Baly, 1877
- Tarachodia Weise, 1902
- Tarsomegamerus Zhang, 2005
- Taumacera Thunberg, 1814
- Taumaceroides Lopatin & Konstantinov, 2009
- Tebalia Fairmaire, 1889
- Tectaletes Bechyné, 1953
- Tegocassis Spaeth, 1924
- Tegyrius Jacoby, 1887
- Teinocera Drege, 1848
- Teinodactyla Chevrolat, 1836
- Temnochalepus Uhmann, 1935
- Temnocrepis Bechyné & Springlová de Bechyné, 1963
- Temnocthispa Uhmann, 1939
- Temnodachrys Monrós, 1951
- Teresopolisia Bechyné, 1956
- Teretispa Gressitt, 1960
- Teretrispa Gressitt, 1960
- Terillus Chapuis, 1874
- Terpnochlorus Fairmaire, 1904
- Terpsis Spaeth, 1913
- Testergus Weise, 1893
- Tetracassis Spaeth, 1952
- Tetragonotes Clark, 1860
- Thelyterotarsus Weise, 1882
- Themesia Lacordaire, 1848
- Theocolaspis Bechyné, 1953
- Theone Gistel, 1857
- Theopea Baly, 1864
- Theopella Laboissière, 1940
- Therpis Weise, 1901
- Therses Jacoby, 1890
- Thlaspida Weise, 1899
- Thlaspidosoma Spaeth, 1901
- Thlaspidula Spaeth, 1901
- Thomispa Würmli, 1975
- Thootes Jacoby, 1890
- Thoracispa Chapuis, 1875
- Thrasychroma Jacoby, 1885
- Thricolema Crotch, 1874
- Throscoryssa Maulik, 1928
- Thrylaea Jacoby, 1887
- Thyra Lefèvre, 1875
- Thyrasia Jacoby, 1884
- Thysanomeros Flowers, 2003
- Thysbina Weise, 1902
- Tijucana Bechyné, 1957
- Timarcha Dejean, 1821
- Timarcha Latreille, 1829
- Timarcha Petitpierre & Anichtchenko, 2018
- Timarcha Samouelle, 1819
- Timarchosoma Jacoby, 1894
- Timarchostoma Motschoulsky, 1860
- Timentes Selman, 1965
- Tinosis Weise, 1908
- Tinosus
- Tituboea Lacordaire, 1848
- Tomecolaspis Weise, 1923
- Tonfania Chen, 1936
- Torodera Weise, 1902
- Toroderoides Doeberl, 1998
- Torquispa Uhmann, 1954
- Toxaria Weise, 1903
- Trachyaphthona Heikertinger, 1924
- Trachymela Weise, 1908
- Trachyphthona
- Trachyscelida Horn, 1893
- Trachytetra Sharp, 1886
- Triachus J.L.LeConte, 1880
- Triariodes Clark & Anderson, 2019
- Triarius Jacoby, 1887
- Tribolia Chen, 1933
- Trichaltica Harold, 1876
- Trichaspis Spaeth, 1911
- Trichispa Chapuis, 1875
- Trichobalya Weise, 1924
- Trichobrotica Bechyné, 1956
- Trichochalcea Baly, 1879
- Trichochrysea Baly, 1861
- Trichocneorane Laboissière, 1937
- Trichocolaspis Medvedev, 2005
- Tricholapita Gómez-Zurita & Cardoso, 2020
- Tricholochmaea Laboissière, 1932
- Trichomela Chapuis, 1874
- Trichomimastra Laboissière, 1929
- Trichomimastra Weise, 1922
- Trichonotolema Heinze, 1927
- Trichosepharia Laboissière, 1936
- Trichospinthera Bechyné, 1976
- Trichostola Chapuis, 1874
- Trichostola Chevrolat, 1836
- Trichostola Weise, 1923
- Trichotheca Baly, 1860
- Trichoxantha Medvedev, 1992
- Tricliona Lefèvre, 1885
- Tricliophora Jacoby, 1904
- Trifiniocola Bechyné & Springlová de Bechyné, 1963
- Trignatha Medvedev, 1970
- Trigonexora Bechyné & de Bechyné, 1969
- Trigonocassis Hincks, 1950
- Trilaccodea Spaeth, 1902
- Triphaltica Bechyne, 1968
- Trirhabda J.L.LeConte, 1865
- Tritonaphthona Bechyne, 1960
- Trochalodes Weise, 1901
- Trochalonota Westwood, 1834
- Trypocolaspis Lea, 1915
- Tschitscherinula Jacobson, 1908
- Tsouchya Lee, 2020
- Tuberculobruchus Decelle, 1951
- Tymnes Chapuis, 1874
- Typhodes Samuelson, 1984
- Typophorus Chevrolat, 1836
- Typophorus Erichson, 1847
- Tyrannomolpus
- Tyrannomolpus Nadein & Leschen, 2017
- Uaupesia Bechyné, 1958
- Ugandaltica
- Uhehlia Weise, 1906
- Ulrica Scherer, 1962
- Unguispa Uhmann, 1954
- Upembaltica Bechyné, 1960
- Urodera Lacordaire, 1848
- Uroplata Chevrolat, 1836
- Uroplata Guérin-Ménéville, 1844
- Utingaltica Bechyné, 1961
- Vadoniella Bechynê, 1947
- Varicoxa Bechyné, 1955
- Vianaeta Bechyne, 1950
- Vieteumolpus Medvedev, 2004
- Vietocassis Medvedev & Eroshkina, 1988
- Vietocerus Lopatin, 2003
- Vietoluperus Medvedev & Dang Tkhi Dap, 1981
- Vilhenaltica Bechyné & Springlová de Bechyné, 1964
- Vinsoneumolpus Bechyné, 1957
- Vitibia Fairmaire, 1882
- Vitruvia Jacoby, 1903
- Wallacispa Uhmann, 1931
- Walterianella Bechyné, 1955
- Wanatispa Borowiec, Świętojańska & Sekerka, 2019
- Wanderbiltiana Bechyné, 1955
- Warchaltica Döberl, 2007
- Weigelia Medvedev, 2005
- Weiseana Jacoby, 1906
- Weiseispa Sekerka, 2014
- Weiselina Reitter, 1912
- Windsorispa Sekerka, 2014
- Witteochaloenus Laboissière, 1940
- Wittmeraltica Bechyné, 1956
- Wittmerita Bechyne, 1950
- Xanthogaleruca Laboissière, 1934
- Xanthonia Baly, 1863
- Xanthopachys Baly, 1864
- Xanthophorus Jacoby, 1908
- Xanthophysca Fairmaire, 1901
- Xenarescus Weise, 1905
- Xenarthra Baly, 1861
- Xenarthracella Laboissière, 1940
- Xenicomorpha Spaeth, 1913
- Xenidea Baly, 1862
- Xenidia Baly, 1862
- Xenochalepus Weise, 1910
- Xenoda Baly, 1877
- Xenomela Weise, 1884
- Xenoomorphus Monros, 1956
- Xingeina Chen Sicien, Jiang Shengqiao & Wang Shuyong, 1987
- Xiphispa Chapuis, 1878
- Xuthea Baly, 1865
- Yaminia Prathapan & Konstantinov, 2007
- Yemenaltica Scherer, 1985
- Yetialtica Doberl, 1991
- Yingaresca J.Bechyné, 1956
- Yoshiakia Takizawa, 2009
- Yulenia Jacoby, 1886
- Yulongedon G.e.Daccordi, 2012
- Yumaphthona Bechyné, 1976
- Yunaspes Chen, 1976
- Yungaltica Bechyne, 1959
- Yunnaedon Daccordi & Medvedev, 2000
- Yunnaniata Lopatin & Konstantinov, 2009
- Yunohespera Chen Sicien & Wang, 1984
- Yunomela Chen, 1964
- Yunotrichia Chen & Wang, 1980
- Zabrotes Horn, 1885
- Zangaltica Chen & Wang, 1988
- Zangastra Chen & Jiang, 1981
- Zangia Chen, 1976
- Zatrephina Spaeth, 1909
- Zavadilia Bechyne, 1946
- Zeaphilon Leschen, Reid & Nadein, 2020
- Zenocolaspis J.Bechyné, 1997
- Zepherina Bechyné, 1958
- Zeteticus Harold, 1875
- Zeugonota Spaeth, 1913
- Zeugophorella Sekerka, 2013
- Zinjotella Silfverberg, 1975
- Zipangia Heikertinger, 1924
- Zipanginia Ohno, 1962
- Zira Reid & Smith, 2004
- Zischkaita Bechyné, 1956
- Zizonia Chen, 1976
- Zohranus Aslam, 1968
- Zomba Bryant, 1923
- Zygogramma Chevrolat, 1836